# Live News イット!
『Live News イット!』（ライブニュースイット）は、フジテレビをはじめとしたFNN系列各局で、2019年（平成31年）4月1日から生放送されている夕方のニュース・ワイドショー番組である。2020年（令和2年）9月28日より、毎週平日（月曜日から金曜日）15:45 - 19:00（JST）及び週末（土曜日・日曜日）17:30 - 18:00（JST）に放送されている。2020年9月27日までは『Live News it!』のタイトルで放送されていた。番組タイトルコールは『イット!』。2020年3月30日以降は、関東地区の新聞番組表では『[N]イット!』と表記されている。

## 概要
2018年4月から1年間放送されていた『プライムニュース イブニング』の後番組として放送開始。 
番組コンセプトは「私が知りたい今がある」。番組テーマカラーは   黄色、速報は   赤。訃報は   紺色。
FNNのニュース番組のブランドを『Live News』に統一しリニューアル。また、タイトルの「it!」はそもそも「それ!」の意味で、2020年度上期は「暮らしのソレ!から」をコンセプトに掲げていた。2023年10月からは「それ!」でニュースが変わるをスローガンとし、OP映像にもこの文言が追加されている。
当番組のFNN枠は『Live News』ブランドの番組の中では唯一、クロスネット局を含めたFNN加盟全28局でネットされる（ただし、地域によりタイトルは異なる）。 

### 平日版
番組開始時の平日版メインキャスターは、元同局アナウンサーで『めざましテレビ』の女性総合司会や『スポーツLIFE HERO'S』のメインキャスターであった、フリーアナウンサーの加藤綾子を起用する事を、当時の同局社長である宮内正喜が定例記者会見で発表した。その他、男性メインキャスターに風間晋（同局の解説委員）、前番組『プライムニュース イブニング』でキャスターを務めていた木村拓也（同局アナウンサー）をそれぞれ起用。2019年9月30日からは、日替わりコメンテーターが加入した。
2020年3月27日をもって、前番組『プライムニュース イブニング』からお天気キャスターを務めてきた酒井千佳が出産準備のために卒業。同年3月30日からは、新たなお天気キャスターに三井良浩とガチャピンが就任した。ガチャピンはお天気キャスターは初となる（なお、同月23日の週から、酒井の体調不良により、実質上出演を開始している）。また同日から番組テーマ曲を変更し、後述のタイトル変更に先駆け新聞やテレビ情報誌では『[N]イット!』に、同年4月27日から平日のみフジテレビ（関東地区）の番組表では『イット!』に変更された（但し同年9月27日まで正式タイトルは『Live News it!』のままだった）。
2020年9月28日からは番組タイトルを『Live News イット!』に変更。放送時間を15:45 - 19:00に拡大し、FNN枠は17:48 - 18:09（同年9月25日までの17:53 - 18:14から5分繰り上げ）に変更となった。放送時間が3時間を超えるのは『みんなのニュース』以来4年ぶりとなり、在京キー局の夕方のニュース番組で一番早く始まることになる。同時に、番組当初からメインキャスターを務めた風間が降板。平日版メインキャスターにそれまで平日昼の情報バラエティー番組『バイキング』でアシスタントを務めていた榎並大二郎（フジテレビアナウンサー）が加入。それまでの男性メインだった木村拓也（フジテレビアナウンサー）はフィールドキャスター（番組内やフジテレビ公式ホームページ内の番組公式サイトでの出演者紹介では木村の肩書を「アクティブキャスター」としている）に配置転換となった。また、タイトル変更に伴い番組ロゴも『Live News』共通デザインのものではなくなり、『news イット!』表記で『Live』を省略し『イット!』を大きく強調したデザインのものに変更された。
2022年9月30日をもって番組開始当初からメインキャスターを務めていた加藤が番組を降板。同年10月3日より、新たなメインキャスターに宮司愛海（フジテレビアナウンサー）が加入。加藤・木村→榎並体制の頃は加藤の方を上位格としていたが、榎並・宮司体制になってからは榎並の方が上位格として扱われている。これと同時に、スタジオセットを改装・番組ロゴやテーマ曲も一新され、FNN枠も30秒拡大（17:48 - 18:09.30）した。　　
2023年10月2日からは、「タテイシ4時推し」や「直アタリ」、また番組当初からのコーナーであった「news まるっと!」を廃止し、新コーナー「取材center24」に集約された。これに伴い、スタジオと報道が一部改修され、スタジオから報道センターが見えるデザインとなり、「取材center24」の時は報道センターを背景に伝えている。テロップの強調部分が従来の黄色い◆から赤い●に変更された。FNN枠は30秒縮小（17:48 - 18:09）された。18時台終盤の「取材Center24」は「news まるっと!」の放送時と比べ、時間が短縮され18:48頃から放送されている。アクティブキャスターとして2年間担当した木村拓也（フジテレビアナウンサー）が情報キャスターに配置換えされた。
2024年3月29日をもって3年半メインキャスターを務めた榎並が土日のスポーツニュース・最終ニュース枠として復活する『すぽると!』（第2期）へ異動する事となったため降板。榎並は『すぽると!』の復活が公表された同年2月28日の番組内にて視聴者に降板を報告した。報告は地方局の飛び乗り・飛び降りに配慮してFNN枠終盤の18:08頃に行われた。同年4月1日から2月にNHKを退職してフリーアナウンサーとなった青井実が起用された。青井の起用は同年2月27日にフジテレビから発表されると共に、 「スペシャルキャスター」としてパトリック・ハーラン（以下パックン、パックンマックン）も新たに加わる事が発表。パックンは毎週月・水・木の3曜日に出演する。なお、両者以外の出演者はほぼ全員続投となった。
2024年10月1日（火曜日）から、テーマ音楽が上白石萌音の「hiker」になる。これまでテーマ曲は一貫してインストゥルメンタル曲を使用してきたが、ボーカル付きのテーマ曲は番組開始以来初めてとなる（ただし週末版やCM前のアイキャッチ・提供クレジット時はこれまで通り従来のものを使用）。これに伴い、スタジオと報道セットが再び一部改修され、報道センターが見えるデザインから一部バーチャルセットを使用している。そしてガチャピンのお天気コーナーもリニューアル、新たに気象予報士の矢澤剛が加入し、『やざピン天気』がスタートした。
2025年4月1日から、『すぽると!』（第1期）キャスターなど、長年スポーツキャスターとして活躍し、昨年9月まで12年半『めざましテレビ』のメーンキャスターであった三宅正治が加入し、冠コーナー「三宅正治の極ネタ!」がスタートした。
前番組同様、19時開始の番組への接続はステブレレスとなっている（関東地区と第3部の18:55 - 19:00枠をネットしている地域のみ）。

### 週末版
放送体制としては前番組『プライムニュース イブニング（週末版）』時代のものをそのまま引き継いでいる。なお、前番組はオープニング（アニメーション）が簡略化されていない、平日版と全く同じアニメーションを使用していたが、東海テレビ等、オープニングを差し替える局が存在するため、オープニング映像が少し簡略化されているほか、テロップの出現アニメーションなども一部簡略化されている。
なお、一部系列局では本番組週末版の番組名を土曜日のみまたは土・日曜日ともに、各局別に差し替えている。
平日版は近畿地方・徳島県のニュース（関西テレビによる取材・編集）以外は全てフジテレビで編集されたVTRを流すが、週末版についてはごく一部の例外を除いて地方発のニュースについては系列局編集のVTRが流される。
なお、フジテレビの番組HPでは『FNN Live News it! Weekend』、番組へのメッセージページでは『FNN Live News イット! weekend』とそれぞれ紹介されているが、放送上は『プライムニュース イブニング』時代同様『Live News イット!』またはさらに略して『イット!』で統一している。
また、週末版メインキャスターには、竹内友佳（同局アナウンサー）と、前番組『プライムニュース イブニング』週末版でメインキャスターを務めていた野島卓・スポーツキャスターを務めていた内田嶺衣奈（共に同局アナウンサー）をそれぞれ起用する。2019年7月からは、野島に代わり奥寺健（同局アナウンサー）が加入した。2020年4月4日から、前番組『プライムニュース イブニング』週末版でメインキャスターを務めていた生野陽子（同局アナウンサー）が再び週末版のメインキャスターを担当する。

## 出演者

### 現在
表記されていない人物は、フジテレビアナウンサー。☆は『プライムニュース イブニング』から続投。

#### 平日版
2025年６月30日からの体制。
| 月曜日                                                      | 火曜日           | 水曜日               | 木曜日            | 金曜日              |
| メインキャスター                                            | メインキャスター | メインキャスター     | メインキャスター  | メインキャスター    |
| ----------------------------------------------------------- | ---------------- | -------------------- | ----------------- | ------------------- |
| 青井実（元NHKアナウンサー）                                 |                  |                      |                   |                     |
| 宮司愛海                                                    | 宮司愛海         | 宮司愛海             | 宮司愛海          | 遠藤玲子            |
| スペシャルキャスター                                        |                  |                      |                   |                     |
| 岩田明子 橋下徹                                             | 山口真由         | パトリック・ハーラン | 柳澤秀夫 金子恵美 | 柳澤秀夫 中村竜太郎 |
| コーナーキャスター                                          |                  |                      |                   |                     |
| 三宅正治                                                    |                  |                      |                   |                     |
| 情報キャスター                                              |                  |                      |                   |                     |
| 木村拓也                                                    |                  |                      |                   |                     |
| 小山内鈴奈                                                  | 小山内鈴奈       | 遠藤玲子             | 遠藤玲子          | 竹俣紅              |
| お天気キャスター                                            |                  |                      |                   |                     |
| 矢澤剛（気象予報士） ガチャピン（フジテレビのキャラクター） |                  |                      |                   |                     |
| フィールドキャスター                                        |                  |                      |                   |                     |
| 吉岡恵麻                                                    | 室岡大晴         | 浅倉美恩             | 石渡花菜          | 宮本真綾            |

その他のコメンテーター
- 原晋（陸上競技指導者、青山学院大学教授）[注釈 18]
- 上田紀行（東京工業大学リベラルアーツ研究教育院長、不定期）
- 原田曜平（マーケティングアナリスト、芝浦工業大学UXコース教授、不定期）
- 中室牧子（経済学者、慶應義塾大学教授、不定期）
- 菊地幸夫（弁護士、不定期）

スペシャルキャスター（不定期出演）
- 松丸亮吾（謎解きクリエーター、RIDDLER株式会社代表取締役）[19]
- 市川猿之助（歌舞伎俳優）[19]
- 佐藤隆太（俳優）[19]
- 阿部亮平（Snow Man） - 2022年3月10日より出演。「SDGsスペシャルキャスター」として、SDGs企画を放映する際に出演する[20]。また、気象予報士の資格を持っていることから、17時台の天気コーナーに出演することもある[20]。

#### 週末版
2022年4月9日からの体制。
メインキャスター
- 奥寺健
- 生野陽子☆

スポーツキャスター
- 勝野健

### 過去

#### 平日版
メインキャスター・情報キャスター
| 期間 | 期間       | メインキャスター | メインキャスター | メインキャスター  | スペシャルキャスター | スペシャルキャスター | スペシャルキャスター | スペシャルキャスター | スペシャルキャスター | 情報キャスター3     | 情報キャスター3   | 情報キャスター3   | 情報キャスター3   |
| 期間 | 期間       | 女性             | 女性             | 男性              | スペシャルキャスター | スペシャルキャスター | スペシャルキャスター | スペシャルキャスター | スペシャルキャスター | 情報キャスター3     | 情報キャスター3   | 情報キャスター3   | 情報キャスター3   |
| 期間 | 期間       | 月 - 木          | 金               | 男性              | 月                   | 火                   | 水                   | 木                   | 金                   | 月・火              | 水                | 木                | 金                |
| --- | ---------- | ---------------- | ---------------- | ----------------- | -------------------- | -------------------- | -------------------- | -------------------- | -------------------- | ------------------- | ----------------- | ----------------- | ----------------- |
| 2019.4.1 | 2020.9.25  | 加藤綾子         | 加藤綾子         | 風間晋1 木村拓也2 | （不在）             | （不在）             | （不在）             | （不在）             | （不在）             | 佐々木恭子          | 佐々木恭子        | 福原直英          | 福原直英          |
| 2020.9.28 | 2021.7.9   | 加藤綾子         | 加藤綾子         | 榎並大二郎        | （不在）             | （不在）             | （不在）             | （不在）             | （不在）             | 佐々木恭子          | 佐々木恭子        | 石本沙織          | 石本沙織          |
| 2021.7.12 | 2022.9.30  | 加藤綾子         | 加藤綾子         | 榎並大二郎        | （不在）             | （不在）             | （不在）             | （不在）             | （不在）             | 梅津弥英子          | 石本沙織          | 石本沙織          | 石本沙織          |
| 2022.10.3 | 2022.12.26 | 宮司愛海         | 宮司愛海         | 榎並大二郎        | （不在）             | （不在）             | （不在）             | （不在）             | （不在）             | 梅津弥英子          | 石本沙織          | 石本沙織          | 石本沙織          |
| 2023.1.4 | 2023.9.29  | 宮司愛海         | 宮司愛海         | 榎並大二郎        | （不在）             | （不在）             | （不在）             | （不在）             | （不在）             | 梅津弥英子          | 遠藤玲子          | 遠藤玲子          | 遠藤玲子          |
| 2023.10.2 | 2024.3.29  | 宮司愛海         | 宮司愛海         | 榎並大二郎        | （不在）             | （不在）             | （不在）             | （不在）             | （不在）             | 木村拓也 梅津弥英子 | 木村拓也 遠藤玲子 | 木村拓也 遠藤玲子 | 木村拓也 遠藤玲子 |
| 2024.4.1 | 2024.9.30  | 宮司愛海         | 遠藤玲子         | 青井実            | パトリック・ハーラン | （不在）             | パトリック・ハーラン | パトリック・ハーラン | （不在）             | 木村拓也 梅津弥英子 | 木村拓也 遠藤玲子 | 木村拓也 遠藤玲子 | 木村拓也 竹俣紅   |
| 2024.10.1 | 2025.3.28  | 宮司愛海         | 遠藤玲子         | 青井実            | パトリック・ハーラン | （不在）             | パトリック・ハーラン | パトリック・ハーラン | （不在）             | 木村拓也 小山内鈴奈 | 木村拓也 遠藤玲子 | 木村拓也 遠藤玲子 | 木村拓也 竹俣紅   |
| 2025.3.31 | 現在       | 宮司愛海         | 遠藤玲子         | 青井実            | 岩田明子 橋下徹      | 山口真由             | パトリック・ハーラン | 柳澤秀夫 金子恵美    | 柳澤秀夫 中村竜太郎  | 木村拓也 小山内鈴奈 | 木村拓也 遠藤玲子 | 木村拓也 遠藤玲子 | 木村拓也 竹俣紅   |
| - 加藤・風間・青井・パックン以外は出演当時、全員フジテレビアナウンサー（加藤は元当局アナウンサー、青井は元NHKアナウンサー）。 - 風間はフジテレビ解説委員。 - 1 新型コロナウイルスによる影響で、2020年4月8日 - 8月14日、8月18日からは 局内の別スタジオから全編出演。同年9月18日から25日はコメンテーターが スケジュールの都合で出演出来ない場合のみ、スタジオに復帰出演する事になった。 - 2 『プライムニュース イブニング』から続投。 - 3 2023年3月31日まで『直撃LIVE グッディ!』→『バイキングMORE』→ 『ポップUP!』→『ぽかぽか』のニュースコーナーを兼務。 |            |                  |                  |                   |                      |                      |                      |                      |                      |                     |                   |                   |                   |

「アレコレト!」キャスター・「注目ワード かけてみた!」プレゼンター→「エンタ!」プレゼンター→ 「Flash Up!」・「三宅正治の極ネタ!」キャスター・お天気キャスター
| 期間 | 期間       | 「アレコレト!」キャスター | 「アレコレト!」キャスター | 「アレコレト!」キャスター | 「アレコレト!」キャスター | 「注目ワード かけてみた!」プレゼンター ↓ 「エンタ!」プレゼンター ↓ 「Flash Up!」 | 「注目ワード かけてみた!」プレゼンター ↓ 「エンタ!」プレゼンター ↓ 「Flash Up!」 | 「三宅正治の極ネタ!」 | お天気キャスター    | お天気キャスター    | お天気キャスター    | お天気キャスター    | お天気キャスター      |
| 期間 | 期間       | 男性                      | 男性                      | 女性                      | 女性                      | 「注目ワード かけてみた!」プレゼンター ↓ 「エンタ!」プレゼンター ↓ 「Flash Up!」 | 「注目ワード かけてみた!」プレゼンター ↓ 「エンタ!」プレゼンター ↓ 「Flash Up!」 | 「三宅正治の極ネタ!」 | お天気キャスター    | お天気キャスター    | お天気キャスター    | お天気キャスター    | お天気キャスター      |
| 期間 | 期間       | 月 - 木                   | 金                        | 月・火                    | 水 - 金                   | 月 - 木                                                                          | 金                                                                               | 「三宅正治の極ネタ!」 | 月                  | 火                  | 水                  | 木                  | 金                    |
| --- | ---------- | ------------------------- | ------------------------- | ------------------------- | ------------------------- | -------------------------------------------------------------------------------- | -------------------------------------------------------------------------------- | --------------------- | ------------------- | ------------------- | ------------------- | ------------------- | --------------------- |
| 2019.4.1 | 2019.9.27  | 荘口彰久                  | 副島淳                    | （不在）                  | （不在）                  | （コーナー開始前）                                                               | （コーナー開始前）                                                               | （コーナー開始前）    | 酒井千佳1           | 酒井千佳1           | 酒井千佳1           | 酒井千佳1           | 酒井千佳1             |
| 2019.9.30 | 2020.3.27  | 荘口彰久                  | 副島淳                    | 新美有加2・3              | 石本沙織3                 | （コーナー開始前）                                                               | （コーナー開始前）                                                               | （コーナー開始前）    | 酒井千佳1           | 酒井千佳1           | 酒井千佳1           | 酒井千佳1           | 酒井千佳1             |
| 2020.3.30 | 2020.9.25  | 荘口彰久                  | 副島淳                    | 新美有加2・3              | 石本沙織3                 | （コーナー開始前）                                                               | （コーナー開始前）                                                               | （コーナー開始前）    | 三井良浩 ガチャピン | 三井良浩 ガチャピン | 三井良浩 ガチャピン | 三井良浩 ガチャピン | 三井良浩 ガチャピン   |
| 2020.9.28 | 2022.3.28  | （コーナー終了）          | （コーナー終了）          | （コーナー終了）          | （コーナー終了）          | （コーナー開始前）                                                               | （コーナー開始前）                                                               | （コーナー開始前）    | 三井良浩 ガチャピン | 三井良浩 ガチャピン | 三井良浩 ガチャピン | 三井良浩 ガチャピン | 三井良浩 ガチャピン   |
| 2022.4.1 | 2022.9.30  | （コーナー終了）          | （コーナー終了）          | （コーナー終了）          | （コーナー終了）          | （コーナー開始前）                                                               | 小澤陽子                                                                         | （コーナー開始前）    | 三井良浩 ガチャピン | 三井良浩 ガチャピン | 三井良浩 ガチャピン | 三井良浩 ガチャピン | 三井良浩 ガチャピン   |
| 2022.10.3 | 2022.12.16 | （コーナー終了）          | （コーナー終了）          | （コーナー終了）          | （コーナー終了）          | （情報キャスターが担当）                                                         | 小澤陽子                                                                         | （コーナー開始前）    | 竹俣紅 ガチャピン   | 竹俣紅 ガチャピン   | 竹俣紅 ガチャピン   | 竹俣紅 ガチャピン   | 竹俣紅 ガチャピン     |
| 2022.12.19 | 2023.3.31  | （コーナー終了）          | （コーナー終了）          | （コーナー終了）          | （コーナー終了）          | （情報キャスターが担当）                                                         | （情報キャスターが担当）                                                         | （コーナー開始前）    | 竹俣紅 ガチャピン   | 竹俣紅 ガチャピン   | 竹俣紅 ガチャピン   | 竹俣紅 ガチャピン   | 竹俣紅 ガチャピン     |
| 2023.4.3 | 2024.3.29  | （コーナー終了）          | （コーナー終了）          | （コーナー終了）          | （コーナー終了）          | （情報キャスターが担当）                                                         | （情報キャスターが担当）                                                         | （コーナー開始前）    | 竹俣紅 ガチャピン   | 竹俣紅 ガチャピン   | 竹俣紅 ガチャピン   | 竹俣紅 ガチャピン   | 勝野健 ガチャピン     |
| 2024.4.1 | 2024.6.28  | （コーナー終了）          | （コーナー終了）          | （コーナー終了）          | （コーナー終了）          | （コーナー終了）                                                                 | （コーナー終了）                                                                 | （コーナー開始前）    | 勝野健 ガチャピン   | 山本賢太 ガチャピン | 東中健 ガチャピン   | 岸本理沙 ガチャピン | 小山内鈴奈 ガチャピン |
| 2024.7.1 | 2024.9.30  | 梶谷直史 ガチャピン       | 宮本真綾 ガチャピン       |                           |                           |                                                                                  |                                                                                  | （コーナー開始前）    | 勝野健 ガチャピン   |                     | 東中健 ガチャピン   |                     | 小山内鈴奈 ガチャピン |
| 2024.10.1 | 2025.3.28  | 矢澤剛 ガチャピン         | 矢澤剛 ガチャピン         | 矢澤剛 ガチャピン         | 矢澤剛 ガチャピン         | 矢澤剛 ガチャピン                                                                |                                                                                  | （コーナー開始前）    |                     |                     |                     |                     |                       |
| 2025.3.31 | 現在       | 矢澤剛 ガチャピン         | 矢澤剛 ガチャピン         | 矢澤剛 ガチャピン         | 矢澤剛 ガチャピン         | 矢澤剛 ガチャピン                                                                | 三宅正治4                                                                        |                       |                     |                     |                     |                     |                       |
| - 2019年11月中旬から2020年1月5日まで、酒井が体調不良のために休養。休養期間中には メイン・木村がお天気を担当した。 - 荘口・副島・酒井・三井・ガチャピン以外は出演当時、全員フジテレビアナウンサー。 - 1 『プライムニュース イブニング』から続投。 - 2 『めざましどようび』を兼務。 - 3 『S-PARK』を兼務（ニュースキャスターとして）。 - 4 2025年3月31日は番組構成変更により、翌4月1日から出演 |            |                           |                           |                           |                           |                                                                                  |                                                                                  |                       |                     |                     |                     |                     |                       |

フィールドキャスター・アクティブキャスター
| 期間 | 期間       | フィールドキャスター                      | フィールドキャスター                      | フィールドキャスター  | フィールドキャスター     | フィールドキャスター     | アクティブキャスター |
| 期間 | 期間       | 月                                        | 火                                        | 水                    | 木                       | 金                       | アクティブキャスター |
| --- | ---------- | ----------------------------------------- | ----------------------------------------- | --------------------- | ------------------------ | ------------------------ | -------------------- |
| 2019.4.1 | 2020.3.27  | 安宅晃樹1 海老原優香2                     | 安宅晃樹1 海老原優香2                     | 安宅晃樹1 海老原優香2 | 小澤陽子2・3 海老原優香2 | 小澤陽子2・3 海老原優香2 | （不在）             |
| 2020.3.30 | 2020.9.25  | 安宅晃樹1 海老原優香2                     | 安宅晃樹1 海老原優香2                     | 安宅晃樹1             | 小澤陽子2・3             | 小澤陽子2・3             | （不在）             |
| 2020.9.28 | 2021.7.1   | 佐久間みなみ                              | 佐久間みなみ                              | 佐久間みなみ          | 小澤陽子2・3             | 小澤陽子2・3             | 木村拓也             |
| 2021.7.2 | 2021.10.1  | 竹俣紅5 小山内鈴奈5 小室瑛莉子5 山本賢太5 | 竹俣紅5 小山内鈴奈5 小室瑛莉子5 山本賢太5 | 佐久間みなみ4         | 小澤陽子2・3             | 小澤陽子2・3             | 木村拓也             |
| 2021.10.4 | 2022.4.1   | 山本賢太                                  | 竹俣紅                                    | 佐久間みなみ4         | 小澤陽子                 | 小室瑛莉子               | 木村拓也             |
| 2022.4.4 | 2022.6.30  | 竹俣紅7                                   | 竹俣紅7                                   | 山本賢太8             | 山本賢太8                | 山本賢太8                | 木村拓也             |
| 2022.7.1 | 2022.9.30  | 竹俣紅7                                   | 勝野健6                                   | 山本賢太8             | 山本賢太8                | 岸本理沙                 | 木村拓也             |
| 2022.10.3 | 2022.12.26 | 山本賢太8                                 | 勝野健6                                   | 山本賢太8             | 岸本理沙9                | 岸本理沙9                | 木村拓也             |
| 2023.1.4 | 2023.3.31  | 山本賢太9                                 | 山本賢太9                                 | 勝野健4・6            | 岸本理沙9                | 岸本理沙9                | 木村拓也             |
| 2023.4.3 | 2023.6.16  | 山本賢太9                                 | 山本賢太9                                 | 勝野健4・6            | 岸本理沙7・9             | 小山内鈴奈6              | 木村拓也             |
| 2023.6.19 | 2023.9.29  | 東中健                                    | 山本賢太9                                 | 勝野健4・6            | 岸本理沙7・9             | 小山内鈴奈6              | 木村拓也             |
| 2023.10.2 | 2024.3.29  | 東中健                                    | 山本賢太9                                 | 勝野健4・6            | 岸本理沙7・9             | 小山内鈴奈6              | （コーナー終了）     |
| 2024.4.1 | 2024.6.28  | 勝野健4・6                                | 山本賢太9                                 | 東中健                | 岸本理沙7・9             | 小山内鈴奈6              | （コーナー終了）     |
| 2024.7.1 | 2024.9.30  | 勝野健4・6                                | 梶谷直史                                  | 東中健                | 宮本真綾                 | 小山内鈴奈6              | （コーナー終了）     |
| 2024.10.1 | 2025.6．27 | 梶谷直史                                  | 東中健                                    | 東中健                | 宮本真綾                 | 宮本真綾                 | （コーナー終了）     |
| 2025．6.30 |            | 吉岡恵麻                                  | 室岡大晴                                  | 浅倉美恩              | 石渡花菜                 | 宮本真綾                 | （コーナー終了）     |
| - 出演当時、全員フジテレビアナウンサー。 - 1『FNN Live News α』を兼務。 - 2『プライムニュース イブニング』から続投。 - 3『日曜報道 THE PRIME』を兼務。 - 4 週末版のスポーツキャスターを兼務。 - 5 週替わりで担当。 - 6『めざましテレビ』を兼務。 - 7『めざまし8』を兼務。 - 8『ポップUP!』を兼務。 - 9『ぽかぽか』を兼務。 |            |                                           |                                           |                       |                          |                          |                      |

#### 週末版
メインキャスター・スポーツキャスター
| 期間 | 期間      | メインキャスター     | メインキャスター | スポーツキャスター8 |
| 期間 | 期間      | 女性                 | 男性             | スポーツキャスター8 |
| --- | --------- | -------------------- | ---------------- | ------------------- |
| 2019.4.6 | 2019.7.21 | 竹内友佳             | 野島卓1・2・3    | 内田嶺衣奈2・4      |
| 2019.7.27 | 2020.3.29 | 竹内友佳             | 奥寺健3・9・13   | 内田嶺衣奈2・4      |
| 2020.4.4 | 2021.6.27 | 生野陽子5・6         | 奥寺健3・9・13   | 内田嶺衣奈2・4      |
| 2021.7.3 | 2022.1.23 | 内田嶺衣奈2・4       | 奥寺健3・9・13   | 佐久間みなみ7・9    |
| 2022.1.29 | 2022.2.27 | 佐久間みなみ7・9・10 | 奥寺健3・9・13   | 佐久間みなみ7・9    |
| 2022.3.4 | 2022.4.3  | 内田嶺衣奈2・4       | 奥寺健3・9・13   | 佐久間みなみ7・9    |
| 2022.4.9 | 2023.3.26 | 生野陽子5            | 奥寺健3・9・13   | 小室瑛莉子11・12    |
| 2023.4.1 | 現在      | 生野陽子5            | 奥寺健3・9・13   | 勝野健7・14・15     |
| - 出演当時、全員フジテレビアナウンサー。 - 1『FNN みんなのニュース Weekend』から続投。 - 2『FNNプライムニュース イブニング』から続投。 - 3『FNN Live News days』を兼務（奥寺は2020年9月まで）。 - 4 土曜未明（金曜深夜）の『FNN Live News α』を兼務。 - 5 前番組のキャスターを担当しており、事実上の復帰。 - 6 産休に伴い、2021年6月27日の放送をもって降板。 - 7 平日版のフィールドキャスターを兼務。 - 8 女性メインキャスター休暇時はメインキャスターを兼務。 2022年4月以降は松村未央が担当。 - 9 『S-PARK』のニュースキャスター（不定期）を兼務。 - 10 内田が2022年北京オリンピックの現地取材のため、 メインキャスターを兼務。 - 11『ポップUP!』を兼務。 - 12『ノンストップ!』を兼務。 - 13『めざまし8』ナレーションを兼務。 - 14『めざましテレビ』を兼務。 - 15 平日版の天気キャスターを兼務。 |           |                      |                  |                     |

## 放送時間
- 全て日本時間（JST）で記す。
- FNN枠以外は、全てフジテレビ（関東地方）における放送時間を記す。

| 期間      | 期間      | 平日                    | 平日                          | 週末                   | 備考 |
| 期間      | 期間      | 放送時間                | FNN枠                         | 週末                   | 備考 |
| --------- | --------- | ----------------------- | ----------------------------- | ---------------------- | --- |
| 2019.4.1  | 2020.3.8  | 16:50 - 19:00 （130分） | 17:53 - 18:14 （21分）        | 17:30 - 18:00 （30分） | |
| 2020.3.9  | 2020.4.1  | 16:25 - 19:00 （155分） | 17:53 - 18:14 （21分）        | 17:30 - 18:00 （30分） | 新型コロナウイルスの感染拡大によるさまざまなイベントやコンサートなどの自粛や政府の全校休校要請による全国の小中高校の休校に関連し、 『メディアミックスα』枠での『ONE PIECE エピソードシリーズ特別編』編成に伴い、通常よりも25分繰り上げて『Live News it!特別篇』として放送した。関東ローカル。 |
| 2020.4.2  | 2020.4.19 | 16:50 - 19:00 （130分） | 17:53 - 18:14 （21分）        | 17:30 - 18:00 （30分） | |
| 2020.4.20 | 2020.6.14 | 15:50 - 19:00 （190分） | 17:53 - 18:14 （21分）        | 17:30 - 18:00 （30分） | 新型コロナウイルスの感染拡大が続き、緊急事態宣言が出ている状況下を鑑みて関東地区で放送時間を拡大。 15:50 - 16:50のパートは一部の地方局でもネットされた。 |
| 2020.6.15 | 2020.9.27 | 16:50 - 19:00 （130分） | 17:53 - 18:14 （21分）        | 17:30 - 18:00 （30分） | |
| 2020.9.28 | 2022.10.2 | 15:45 - 19:00 （195分） | 17:48 - 18:09 （21分）        | 17:30 - 18:00 （30分） | 『直撃LIVE グッディ!』の終了による平日午後帯の大幅改編に伴う拡大。 それに合わせて、FNN枠も5分繰り上げ。 |
| 2022.10.3 | 2023.10.1 | 15:45 - 19:00 （195分） | 17:48 - 18:09.30 （21分30秒） | 17:30 - 18:00 （30分） | |
| 2023.10.2 | 現在      | 15:45 - 19:00 （195分） | 17:48 - 18:09 （21分）        | 17:30 - 18:00 （30分） | |

## 放送内容

### 平日版の放送内容

#### 現在のコーナー（平日版）
やざピン天気
Allnews4・Allnews5・Allnews6
2024年10月1日から16時台・17時台・18時台に放送。『取材center24』の後継コーナーでスタジオ脇のバーチャルセットを背にして報道センターに入ってきているその日に起きた政治・社会・芸能（主に一般企業主催のイベント・会見など）ニュースをデスクや担当記者の解説も交えて伝える。
18時台は一部地域のみ18:55.00に飛び降りる。
しらべてみたら
18:20頃から関東ローカルで放送。「?」を解く為に仮説を立て、ディレクターが取材に出かけて解明する。
さくらんぼテレビ・テレビ静岡・東海テレビ・関西テレビ・テレビ西日本（木・金曜）・サガテレビ（月曜・木曜）・テレビ宮崎などでも後日遅れネット。
2022年より本コーナーの特別版が放送されており、年末には『超しらべてみたら』が放送されているほか、2023年7月8日からは不定期で『イット! 特別編 しらべてみたらSP』（関東ローカル）が放送されている。
『超しらべてみたら』放送リスト
| 放送回 | 放送日時       | 放送時間      | 曜日   | 備考          |
| ------ | -------------- | ------------- | ------ | ------------- |
| 1      | 2022年12月28日 | 18:00 - 19:00 | 水曜日 | [ 31 ] [ 32 ] |
| 2      | 2023年12月30日 | 17:00 - 19:00 | 土曜日 | [ 33 ]        |
| 3      | 2024年12月30日 | 17:00 - 18:00 | 月曜日 | [ 34 ] [ 35 ] |

モクゲキ!
2024年4月から17時台に放送。身内に起きるニュースの瞬間を国内外の独自取材を加える。
しってる?
ソレってどうなの?
ガチャピンといっしょ!
視聴者から寄せられたテレビの前に立ってガチャピンと触れあっているかのように本番組を視聴する幼児・赤ちゃんの動画を紹介するコーナー。18:59頃に放送。
ガチャピン 明日の天気
明日の天気の参考となるキーワードをガチャピンが伝えるコーナー。上述のコーナーの終了直後に放送。その後19時台の番組の見どころを紹介し、番組が終了となる。

#### 過去のコーナー（平日版）
アレコレト!
その日の話題や芸能、世間で注目されているトレンドを紹介する。荘口or副島、新美or石本が進行を担当する。開始当初から2019年9月までは、加藤と日替わりで女性ゲスト2名程度も出演していた。2020年9月をもって終了。
ファンスポ!
『FNNスーパーニュース』以来4年ぶりとなるスポーツコーナー枠。木村と加藤が担当。新型コロナウイルスの影響もあり、2020年3月頃からナレーションベースのVTRのみに変更。後にコーナーは休止となり、スポーツニュースは「まるっと!」で扱う。
特報
前々番組『みんなのニュース』から継続。18:23から関東ローカルで放送。社会問題や生活情報等を硬軟問わずオールジャンルで放送する。前番組までとは異なり、金曜日は「金トク」と題し、タレントメインのロケ企画などバラエティー色の強い内容で放送されていた。
ガチャピンの使える天気
2020年4月開始。第1部と第3部では関東地方の天気予報を、第2部では全国の天気予報をそれぞれ伝える（第1部についてはネット局でも関東の天気がそのまま放送される）。（16:30頃・17:20頃・18:15頃〈後者は関東ローカル〉）。ガチャピンと三井が担当し、明日使える天気と押さえておきたいポイントを紹介する。2019年4月 - 2020年3月末は「酒井さんのお天気」と題して放送。
2020年10月5日からは、16時台はガチャピンが榎並を筋肉イジリ（マッスルポーズしたり、ウエイトを引っ張る仕草等）するようになり、稀に加藤をイジる場合もあった。
ソラよみ
フジテレビ本社屋1階からアクアシティお台場をバックにガチャピンと若手アナウンサーが担当し、コーナー名の通り、明日の「空（天気）」を先読みする天気コーナー。16:19頃・17:20頃・18:13頃（18:13頃は関東ローカル）にそれぞれ放送。基本的には『ガチャピンの使える天気』と同様に、第1部と第3部では関東地方の天気予報を、第2部では全国の天気予報をそれぞれ伝える（第1部についてはネット局でも関東の天気がそのまま放送される）。
はてな
前番組『プライムニュース イブニング』から継続。ニュースのキーワードをコンパクトに紐解く。18:14から関東ローカルで放送。2019年7月1日から2020年9月まで、「3分で『はてな』」として17時台にも放送されていた。
お金になるニュース
第3部の関東ローカルのみ放送。家計に直結するニュースを扱う。
暮らしの編集部
タテヨミ→直アタリ
第1部に放送（2022年12月までは第2部に放送）。2022年10月から『直アタリ』に改題。榎並がニュースを縦に読み解き、キーワードが見えてくるコーナー。そのキーワードがまたつながっているというこの番組の名物コーナーである。
タテイシ4時推し
2023年4月3日から第1部に放送。
取材部ネタプレ→ウラどり
第1部に放送。フジテレビの各取材部のデスクや記者が選りすぐりのネタを30秒でプレゼンし、加藤が気になったネタを放送する。
2022年10月3日のリニューアルにより、コーナー名が『ウラどり』に変更された。
気になるギモン
第2部に放送。ニュースの「?」を一気見せで「ソレ!」に変える。
アクティブ中継
第1部に放送。アクティブキャスターの木村が、話題の現場から中継する。
エンタ!
第2部に放送。情報キャスターの梅津（月 - 火）、遠藤（水 - 金）がエンタメ関連のニュースを伝える。
2023年3月までは第1部で放送。
Flash Up！
2023年10月から。『エンタ!』の後継コーナーで、情報キャスターの梅津（月・火）、遠藤（水・木）、竹俣（金）がエンタメやスポーツ関連のニュースを伝える。
ニュース一気見せ まるっと!→news まるっと!
今日1日で何が起きていたのかを「まるっと」伝える。開始当初は『5分でまるっと!』のタイトルで、2020年9月までは17時台（17:15頃 - 17:25頃）と18時台（18:50.30 - 19:00.00）の2回、簡略化されて放送された。その日に起きた政治・社会・芸能（主に一般企業主催のイベント・会見など）ニュースと主なスポーツの結果を伝える。2020年10月5日からは18時台（18:45.30 - 19:00.00）のみの放送に変更された。なお、それと同時に加藤と榎並によるタイトルコールはフジテレビ以外の局が飛び乗る前に行われるようになり、一部地域は18:55.00に飛び降りる。日によっては18:45より前のフジテレビ以外の局が飛び乗る前にフライングスタートする場合もある。2022年10月3日のリニューアルにより、コーナー名が『news まるっと!』に変更された。
取材center24
2023年10月から2024年9月まで16時台と18時台に放送。スタジオ脇の報道センターを背にして伝える。
18時台は『newsまるっと!』の後継コーナーとして放送。『newsまるっと!』同様に、報道センターに入ってきているその日に起きた政治・社会・芸能（主に一般企業主催のイベント・会見など）ニュースをデスクや担当記者の解説も交えて伝える。一部地域は18:55.00に飛び降りる。

### 週末版の放送内容

#### 現在のコーナー（週末版）
ファンスポ!→イット!スポーツ
当初のコーナー名は平日版と同一だが、週末版では前番組での「PRIME SPORTS」に替わるコーナーであり、全国ニュース枠内でスポーツ関係のストレートニュースを数項目伝える。生野と勝野が担当。但し、短縮放送時はコーナー休止となる。平日版の「ファンスポ!」終了に伴い、2020年10月から現在のコーナー名に変更。
フラッシュニュース
『FNNスーパーニュースWEEKEND』時代の「WEEKEND FLASH」からの系譜を引き継ぐフラッシュニュースコーナー。正確なコーナー名は無い。全国枠終了間際に放送。
そういえば今週【今月】こうだった
前々番組『FNN みんなのニュース Weekend』から継続。土曜日→日曜日の17:49頃から関東ローカルで放送され、一週間（毎月最終日曜は一ヶ月）の出来事を振り返るコーナー。進行は奥寺が担当。
お天気
17時55分頃から関東ローカルで生野が関東地方の天気概況と翌日の関東各地の天気・気温の予想、週間予報を伝える。
日曜安全保障
（17:46頃 - 17:55頃）前々番組『FNN みんなのニュース Weekend』から継続しているコーナーで、元々はWebニュース専門チャンネルであった『ホウドウキョク』にて配信していた、『能勢伸之の日刊安全保障』のスピンオフコーナーとして隔週日曜日に関東ローカルで放送している。MCであった安全保障担当の解説委員である能勢伸之が、生野を相手に安全保障に関する解説をしていくコーナー。
前提供クレジットと1本目のCMが入るタイミングは違いがあり、土曜日は「イット!スポーツ」が終了した後に、日曜日はトップニュースのVTRの途中またはそれが終わった後にそれぞれ挿入される。

## テーマ曲
※（）内の数字はJASRAC作品コードを表す。
| 期間                          | 平日版                                                             | 週末版                                                             | 備考 |
| ----------------------------- | ------------------------------------------------------------------ | ------------------------------------------------------------------ | --- |
| 2019年4月1日 - 2020年3月29日  | 「LIVENEWSIT!2019のテーマ」 （246-5276-8） 作曲：小島裕規          | 「LIVENEWSIT!2019のテーマ」 （246-5276-8） 作曲：小島裕規          | 天気予報のBGMも小島が担当していた。 なお、現在も一部の系列局ではローカル枠で使用されている。 |
| 2020年3月30日 - 2022年10月2日 | テーマ／「LIVENEWSIT!2020」 （255-1741-4） 作曲：松永貴志          | テーマ／「LIVENEWSIT!2020」 （255-1741-4） 作曲：松永貴志          | 天気予報・コーナーなどのBGMも松永が担当。 2020年9月28日放送分から2022年10月2日放送分まではアレンジ版が使用されていた。 |
| 2022年10月3日 - 2024年3月31日 | 「LIVENEWS イット!2022年のテーマ」 （280-0848-1） 作曲：小名川高弘 | 「LIVENEWS イット!2022年のテーマ」 （280-0848-1） 作曲：小名川高弘 | 天気予報・コーナーなどのBGMも小名川が担当。 |
| 2024年4月1日 - 9月30日        | 「LIVENEWS イット!2024年のテーマ」 （303-6679-8） 作曲：小名川高弘 | 「LIVENEWS イット!2024年のテーマ」 （303-6679-8） 作曲：小名川高弘 | 天気予報・コーナーなどのBGMも小名川が担当。 |
| 2024年10月1日 - 現在          | 「hiker」 上白石萌音 作曲：こたろう                                | 「LIVENEWS イット!2024年のテーマ」 （303-6679-8） 作曲：小名川高弘 | 平日版は番組開始以来初めて、ボーカル付きのテーマ曲となる。番組テーマ曲として使用するのはフジテレビ・テレビ愛媛のみだが、石川テレビでも天気予報でインスト版が使用されている。 週末版やCM前のアイキャッチ・提供クレジット時、当番組のタイトルを使っている系列局（フジテレビ・テレビ愛媛を除く）ではこれまで通り先代の小名川が作曲したものを使用している。 |

## ネット局

### 平日版（ネット局）
- 2025年4月現在。
- 第1部（15:45 - 16:50）・第2部（16:50 - 17:48）・第3部（17:48 - 19:00）の3部構成で放送（第3部の17:48 - 18:09はFNN系列28局ネット）。特に表記のない局は15:45 - 16:50、15:45・16:50 - 18:09を単独番組扱いでネットする局。
- 第3部のFNN枠（17:48 - 18:09）を除き、全編ローカルセールス枠のため、FNN報道特番扱いとならない場合でも、放送するニュースの内容やフジテレビ以外の各系列局の番組編成によっては、通常は一部時間帯以外ネットしていない系列局（『○』以外の印の放送局・時間帯）でも、第1部、第2部のどちらかまたは両パートを臨時に○、もしくは第2部のみ臨時に（第2部において「△」以外の放送局）△、第3部を臨時に（「▲」または「□」以外の印の放送局）▲または□に変更するか、または関東ローカル枠の18:09 - 18:48.30を臨時ネットする局(特に年末年始の特別編成で放送局が個別にローカルのワイドニュースを休止して本番組を引き続きネットする場合)がある一方、フジテレビ以外の通常時第1部または第2部が○の局、第2部が△の局、第3部が▲の局でも、臨時に第1部と第2部は×、第3部は△に変更する場合がある。
- 放送時間が15:45に変更となった2020年9月28日以降の状況について記す。
- 放送時間（東京発）について
  - ○…フルネット（第1部の16:49.15 - 16:50の差し替えを含む）
  - △…第2部・第3部において、一部時間帯のみネット（第3部については17:48 - 18:09の全国ネット枠のみネット）。
  - ▲…第3部において、全国ネット枠に加え18:48.30 - 18:55の「Allnews6」もネット。　
  - □…第3部において、▲に加え18:55 - 19:00の関東ローカルでのエンディングもネット。
  - ×…非ネット

| 放送対象地域   | 放送局                    | 番組タイトル                                                                        | 放送時間            | 放送時間            | 放送時間                  | 備考 |
| 放送対象地域   | 放送局                    | 番組タイトル                                                                        | 第1部 15:45 - 16:50 | 第2部 16:50 - 17:48 | 第3部 17:48 - 19:00       | 備考 |
| -------------- | ------------------------- | ----------------------------------------------------------------------------------- | ------------------- | ------------------- | ------------------------- | --- |
| 関東広域圏     | フジテレビ（CX）          | 15:45 - 19:00 Live News イット!                                                     | ○                   | ○                   | ○                         | 【制作局】 |
| 北海道         | 北海道文化放送（UHB）     | 16:50 - 19:00 みんテレ                                                              | ○                   | △                   | △                         | - 2023年より第2部は17:35頃 - 17:48をネット（「モクゲキ!」の途中から）。それまでは17:12.30までネット。 - 2023年から第3部を△に変更。日によっては▲となる。2020年10月19日から2023年までの第3部は□（または18:55飛び乗り）。 - その日の道内ニュースや全国ニュースなどの内容によっては、第2部を臨時に○または×に、第3部の同該時間帯に『BASEBALL SPECIAL』（北海道日本ハムファイターズ戦中継）を放送する日は前述の通り△（17:12.30までで飛び降り）に各々変更する場合がある（第2部を○に変更した場合も第1部の16:49.15 - は差し替え）。祝日の第2部は○。 - 第1部の16:49.15 - は『みんテレ』のオープニングに差し替え。                                                               |
| 岩手県         | 岩手めんこいテレビ（mit） | 17:48 - 19:00 mit Live News                                                         | 月曜 - 木曜…○金曜…× | ○                   | ▲                         | - 第1部の16:49.15 - は番宣CMに差し替え。 - 2021年10月8日までの第3部は□だったが、それまでも『きょうの県議会』放送時には臨時に▲に変更していた。 |
| 宮城県         | 仙台放送（OX）            | 15:45 - 19:00 仙台放送 Live News イット!                                            | ○                   | ○                   | ▲                         | - 第1部の16:49.15 - は『仙台放送 Live News イット!』宮城県内ニュースのラインナップに差し替え。 - 2022年4月4日から11月中旬頃まで第2部を△（17:12.30飛び降り）に変更、その後金曜日のみ2022年12月頃から2023年3月まで16:50 - 17:12.30を宮城県内ニュースに差し替えていた。。 - 『BASEBALL LIVE!（西暦）』（東北楽天ゴールデンイーグルス戦中継）を放送する日は第3部を臨時に△に変更（雨天中止時は通常通り▲となる）。 |
| 秋田県         | 秋田テレビ（AKT）         | 17:48 - 19:00 Live News あきた                                                      | ○                   | ○                   | □                         | - 第1部の16:49.15 - は『Live News あきた』秋田県内ニュースのラインナップに差し替え。 |
| 山形県         | さくらんぼテレビ（SAY）   | 15:45 - 19:00 News イット! やまがた                                                 | ○                   | ○                   | ▲                         | - 第1部の16:49.15 - は『News イット! やまがた』山形県内ニュースのラインナップに差し替え。 - 2021年3月10日は第1部を臨時に×に変更。 |
| 福島県         | 福島テレビ（FTV）         | 18:09 - 19:00 テレポートプラス                                                      | ○                   | ○                   | ▲                         | - 2024年1月4日から第1部を○に、同年4月1日からは第2部を○に変更。 - 第1部の16:49.15 - は『テレポートプラス』のオープニングに差し替え。 - 2024年3月29日までは第2部は17:12.30までネットし、その後は福島のスタジオから『テレポートプラス』17時台ローカルパートを放送。 |
| 新潟県         | NST新潟総合テレビ（NST）  | 18:09 - 19:00 NST Newsタッチ                                                        | ○                   | ○                   | ▲                         | - 第1部の16:49.15 - は『NST Newsタッチ』新潟県内ニュースのラインナップに差し替え。 |
| 長野県         | 長野放送（NBS）           | 18:09 - 19:00 NBSみんなの信州                                                       | ○                   | ○                   | ▲                         | - 2022年1月7日・2月4日・2月11日・2月14日 - 18日（2月15日を除く）は第1部を臨時に○に変更。 - 2023年4月3日から第1部を○に変更。 |
| 静岡県         | テレビ静岡（SUT）         | 16:50 - 19:00 ただいま!テレビ                                                       | ○                   | ×                   | △                         | - 2023年10月2日から第1部を再度○に、第2部を×に、第3部を△に変更。 - 2023年10月2日から『ただいま!テレビ』の17時台で『しらべてみたら』の遅れネットを実施している。 - 第1部の16:49.15 - 16:50は『ただいま!テレビ』のフライングスタート実施のため、16:49.15で飛び降り。 - なお、お盆期間や年末年始、オリンピック中継などによる特別編成で全編休止となる場合は臨時で一部時間帯をネット、またはフルネットになる場合がある。 - 2023年4月3日から2023年9月29日までは第1部を×、2022年10月3日から2023年9月29日までは第2部を△（16:50 - 17:12.30の冒頭ネット）、2020年9月28日から2023年9月29日までは第3部を▲に変更。 - 2024年3月29日までは18時台に『Flash UP!』を録画ネットしていた。 |
| 富山県         | 富山テレビ（BBT）         | 15:20 - 19:00 ライブBBT                                                             | ○                   | ○                   | ▲                         | - 2021年8月30日から第1部を○に、2024年4月1日から第2部を再度○に変更。 - 第1部の16:49.15 - は番宣CMに差し替え。 - 2021年10月4日 - 2024年3月29日の第2部は△（17:12.30飛び乗り）で、16:50 - 17:12.30は『ライブBBT』ローカルパートとなっていた。 - 富山テレビの編成やその日のニュースの内容によっては臨時に第2部を△または×、稀に第1部を×に変更する場合がある。 |
| 石川県         | 石川テレビ（ITC）         | 16:45 - 19:00 石川さんパレット                                                      | ×                   | △                   | □                         | - 2025年1月6日から『石川さんパレット』開始に伴い第1部を×、第2部を△（17:12.30飛び降り）に変更。 - 金曜のみ19時台にローカル特番を放送する場合は第3部を臨時に▲に変更。 - 2025年8月18日 - 22日（お盆休み期間翌週）は『石川さんパレット』を休止し臨時で第2部を○に、第3部を18:55飛び降りに各々変更。 - 第1部をネットしていた期間は16:49.15 - は番宣CMに差し替えていた。 - 2024年12月27日までは第1部・第2部ともに○だったが、稀に第1部・第2部のどちらかまたは両方を臨時に×に変更する場合や、石川県内で重大ニュースがあった場合などに第2部または第3部を△に変更する場合があった。                                                                                               |
| 福井県         | 福井テレビ（FTB）         | 15:45 - 19:00 福井テレビ ニュース・イット!                                          | ○                   | ○                   | ▲                         | - 2021年3月29日から第2部を○に、2023年4月3日から第1部を○に変更。 - 第1部の16:49.15 - は差し替えずそのままネット。 - 2023年12月28日までは17:20頃 - 17:27頃は『福井テレビ News イット!』福井県内ニュースのラインナップと天気予報に差し替えていた。 - 2021年3月26日まで第2部は△で、17:12.30に飛び降り後、17:15からインサート番組『おかえりなさ〜い』を放送していた。 |
| 中京広域圏     | 東海テレビ（THK）         | 15:42 - 19:00 ニュースONE                                                           | ○                   | ×                   | ▲                         | - 2021年10月4日から第1部を○に変更。 - 第1部を16:49.15に飛び降り後、ステブレレスで『ニュースONE』に接続する。 - 『ニュースONE』17時台で「しらべてみたら」の遅れネットを実施している。 - 『ニュースONE』内で17時台に、第2部の一部のニュースVTRを撮って出しで録画ネットすることがある。 - 17時台は通常時原則としてローカルニュース主体で放送されるが、その日の放送されるニュースなどの内容によっては、第2部・第3部を臨時に△に変更する場合がある。 |
| 近畿広域圏     | 関西テレビ（KTV）         | 16:50 - 19:00 newsランナー                                                          | ○                   | △                   | △                         | - 2025年3月31日から第1部を◯に、2024年4月1日から第2部を△に各々変更。 - 第1部の16:49.15 - 16:50は差し替えずそのままネットし、第2部は17:12.30までネットする（第2部を×に変更する場合も差し替えずに放送し、16:50に画面の左側に「newsランナー」と字幕放送テロップを自社送出している）。 - 『newsランナー』内で「しらべてみたら」の遅れネットを実施している。 - 2022年12月19日から第3部を▲に変更したが、2023年6月14日から第3部を不定期に△に変更し同年7月を以て「まるっと!」のネットを打ち切り。 |
| 島根県・鳥取県 | さんいん中央テレビ（TSK） | 15:45 - 19:00 TSK Live News イット!                                                 | ○                   | ○                   | □                         | - 2023年4月3日から第1部を○に変更。 - 2023年3月31日までは16:45 - 16:50に『5時まえイット!』を放送していた。 |
| 岡山県・香川県 | 岡山放送（OHK）           | 15:50 - 16:50 ミルンへカモン! なんしょん? 17:48 - 19:00 OHK Live News               | ×                   | ○                   | □                         | - 2021年3月29日から第2部を○に変更。 - 第2部は2021年3月26日までは△（17:12.30までネット）。 |
| 広島県         | テレビ新広島（TSS）       | 15:42 - 19:00 TSSライク!                                                            | ○                   | △                   | ▲                         | - 2021年2月22日から第2部を△（17:12.30飛び降り）、第3部を▲に各々変更（番組編成上は『TSSライク!』内包番組扱いとなる）。 - 第1部の16:49.15 - は『TSSライク!』のオープニングに差し替え。 - 2022年8月15日 - 19日は『TSSライク!』を全編休止とした上で、当番組のネット受け時間を15:45 - 18:55に拡大して放送（番組編成上は当番組のままで18:55飛び降り後は広島発の県内ニュースに差し替え）。 |
| 愛媛県         | テレビ愛媛（EBC）         | 15:45 - 19:00 EBCライブニュース                                                     | ○                   | ○                   | ▲                         | - 第1部の16:49.15 - は『EBC Live News』愛媛県内ニュースのラインナップに、第2部の17:05頃（概ね「タテヨミ」が終わるタイミング） - 17:12.30は松山発の県内ニュース・天気予報に各々差し替え。 |
| 高知県         | 高知さんさんテレビ（KSS） | 【月曜 - 木曜】 18:09 - 19:00 プライムこうち 【金曜】 18:09 - 19:00 プライムこうちF | ○                   | ○                   | 月曜 - 木曜…□金曜…△       | - 17時台については、かつて『スーパーニュース』が17時台に本格進出して間もない頃から一貫してフルネットし続けている唯一の系列局である。 - 第1部の16:49.15 - は高知県の天気予報に差し替え。 - 祝日は第1部を×に、第3部を18:45頃（「しらべてみたら」が終わるタイミング）までに各々変更（後者は2021年4月以降）。 - 2020年9月28日から2021年3月25日までは、月曜 - 木曜は18:55から『プライムこうち』のエンディングコーナーとして「まるっと!こうち」を放送。 |
| 福岡県         | テレビ西日本（TNC）       | 16:49 - 19:00 報道ワイド 記者のチカラ                                               | ○                   | △                   | △                         | - 2024年9月27日から単独番組扱いで、金曜日のみ第1部を○に変更。2025年3月31日から第1部を全曜日で〇に、2022年4月4日から第2部を△に各々変更。 - 2023年10月2日から第3部を△を変更。2021年11月1日から2023年9月29日までの第3部は▲。 - 『HAWKS Enjoy Baseball LIVE』（福岡ソフトバンクホークス戦）を放送する日にデーゲーム中継の場合は第2部を臨時に×に、ナイター中継の場合は第3部を臨時に△に各々変更。 - 『記者のチカラ』（木・金曜 17時台）内で「しらべてみたら」の遅れネットを実施している。 |
| 佐賀県         | サガテレビ（STS）         | 16:50 - 19:00 かちかちLIVE                                                          | ○                   | △                   | ▲                         | - 2024年4月1日から第1部を○に変更。 - 第2部は17:12.30までネット。 |
| 長崎県         | テレビ長崎（KTN）         | 【水 - 金曜】 16:10 - 16:48 マルっと! 16:48 - 19:00 KTN Live News イット!           | ×                   | ○                   | 月曜 - 水曜、金曜…□木曜…▲ | - 2023年5月29日からは第1部を×に、2023年7月3日からは第2部を×に各々変更。2024年10月7日から第2部を再度○に変更。 - 2021年4月5日から9月24日までの第1部は月曜・火曜は○、水曜 - 金曜は×。2021年4月5日から2022年4月1日までは第2部は×。2021年9月27日から2023年5月26日までは全曜日で第1部を○に、2022年4月4日から2023年6月30日までは第2部を△。 - 2021年4月15日から、毎週木曜日の18:56 - 19:00まで、長崎県広報番組「みジカなナガサキ」（テレビ長崎制作）を放送するため第3部を▲。 |
| 熊本県         | テレビ熊本（TKU）         | 15:45 - 19:00 TKU Live News                                                         | ○                   | ○                   | □                         | |
| 大分県         | テレビ大分（TOS）         | 16:50 - 19:00 ゆ〜わくワイド&News                                                   | ○                   | △                   | △                         | - 2023年4月3日から第1部を○に変更。 - 第2部は17:12.30までネット。 - 2020年10月12日から2021年4月2日まで第3部は▲。 - 2021年5月3日から7日までは全編臨時に○に変更（第1部の16:49.15 - の自社差し替えは不明。第3部の18:45.30 - 18:55は大分発の県内ニュース・天気予報に差し替え）。 - 2021年7月27日・8月5日は全編、同年8月4日は第3部全国ネット枠を各々臨時にネット返上。 - 2022年2月7日は16:50 - 23:24に日本テレビの北京オリンピック中継を同時ネットしたため、臨時に全編ネット返上した。 |
| 宮崎県         | テレビ宮崎（UMK）         | 15:45 - 16:50 4時どき! 17:48 - 19:00 #Link                                          | ×                   | ○                   | ▲                         | - 2024年4月1日から第1部を×に変更。 - 『4時どき!』内で「しらべてみてたら」を遅れネットを実施している。 - 第1部を〇にしていた時期は16:49.15 - は天気予報に差し替えてた。 - テレビ宮崎の編成の都合で第1部をネットしていた期間は臨時に×に変更する場合があった。 - 2021年7月27日・8月5日は全編ネット返上（日本テレビの東京オリンピック中継をネットしていたため）。 |
| 鹿児島県       | 鹿児島テレビ（KTS）       | 18:09 - 19:00 KTSライブニュース                                                     | ○                   | ○                   | □                         | - 2023年4月3日から第1部を○に変更。 - 2022年3月28日から2023年9月29日まで第3部は▲。 |
| 沖縄県         | 沖縄テレビ（OTV）         | 17:48 - 19:00 OTV Live News イット!                                                 | ○                   | ○                   | □                         | - 2023年10月2日から第1部を○に変更。 |

### 週末版（ネット局）
（2020年10月3日以降）
週末版における各局の放送時間（東京発）について
- 以下、断りのない限り、番組後半の17:46.40 - 18:00は、前番組『プライムニュース イブニング』と同様にローカルセールス枠ではあるが、基本的に18:00まで放送する局はフジテレビのみで、フジテレビ以外の系列局では17:30 - 17:46.40の部分ネットとなっており、17:46.40 - 18:00は各局別のローカルパート（ニュース・天気予報等）を放送しているが、一部ネット局では後述の番組終盤の提供クレジット部分もネットしている。
- 一部のネット局では、ミニ番組などを放送する関係で制作局と終了時刻が異なる。
- ネット局により時刻が表示される有無が異なり、平日版と同様に時刻表示を行っている局と全編に至って表示しない局に分かれている。また、時刻表示を行っている局では番組送出ではなく各局別の送出となっており、フジテレビと一部ネット局ではお天気ループも送出している。
- ☆印は番組終盤直後のアナウンサー・キャスターの一礼とお天気カメラをバックに表示される提供クレジット（17:56.52 - 17:57）を各局別送出のエンドカード・提供クレジットを被せた上で同時ネットしているが、特別編成による時間短縮時は同パートをネットしていない系列局においても臨時に同パートの部分も併せてネットする場合がある。

| 放送対象地域   | 放送局                     | 番組タイトル                                                                                                | 備考 |
| -------------- | -------------------------- | --- | --- |
| 関東広域圏     | フジテレビ（CX）☆          | FNN Live News イット!                                                                                       | 【制作局】 |
| 北海道         | 北海道文化放送（UHB）☆     | FNN Live News イット!                                                                                       | |
| 岩手県         | 岩手めんこいテレビ（mit）  | FNN Live News イット!                                                                                       | |
| 宮城県         | 仙台放送（OX）☆            | 仙台放送 Live News イット!                                                                                  | |
| 秋田県         | 秋田テレビ（AKT）          | FNN Live News イット!土曜LIVE!あきた（土曜日：17:55 - 18:30） ウェザースペース（日曜日：17:55 - 18:00）     | |
| 山形県         | さくらんぼテレビ（SAY）☆   | News イット! やまがた                                                                                       | |
| 福島県         | 福島テレビ（FTV）          | 土曜日：サタふく日曜日：FNN Live News イット!                                                               | - 2023年4月1日までは「テレポートプラス」だったが、同年4月15日以降はイット！をサタふくに内包する形で放送している。 - 東日本女子駅伝前日など、18時から別番組放送の土曜日については、日曜日と同様にタイトルを差し替えず放送。 - 以前は土曜18:00頃に、当番組平日版・第3部のコーナー「はてな」を週内に放送されたものの中から1本抽出し録画ネットしていた。また土曜日は18:25まで放送し、ローカルパートのテロップ・BGMは『テレポートプラス』平日版18時台と同じものを使用していた。 |
| 新潟県         | NST新潟総合テレビ（NST）   | FNN・NST Live News イット!                                                                                  | |
| 長野県         | 長野放送（NBS）            | NBS Live News イット!                                                                                       | |
| 静岡県         | テレビ静岡（SUT）          | FNN Live News イット!                                                                                       | - エンディングはテレビ静岡送出の17:56.55 - 17:57の5秒のCM入り前のBGMと独自のアニメーション付きエンディングを放送。17:56.47 - 17:57.55の部分は番宣PRを放送。 |
| 富山県         | 富山テレビ（BBT）          | 土曜日：ライブBBT日曜日：北陸中日新聞 サンデーNews                                                          | - 日曜日のみOPタイトル映像も差し替え、テーマ曲も自社出しとなる。 |
| 石川県         | 石川テレビ（ITC）          | 土曜日：石川さん Live News イット!日曜日：北陸中日新聞サンデーNews                                          | - 日曜日のみOPタイトル映像だけ差し替える。 |
| 福井県         | 福井テレビ（FTB）          | 福井テレビ News イット!                                                                                     | |
| 中京広域圏     | 東海テレビ（THK）          | 土曜日：FNN NEWS ONE日曜日：中日新聞テレビ日曜夕刊                                                          | - OPタイトルも差し替え、テーマ曲も自社出しとなる。 - 土曜日のローカル枠は、『NEWS ONE』平日版と同一のテロップを使用。 |
| 近畿広域圏     | 関西テレビ（KTV）          | FNN Live News イット!                                                                                       | - エンディングは関西地方のお天気カメラの中継映像を背景にロゴとテーマ曲を流す。 |
| 島根県・鳥取県 | さんいん中央テレビ（TSK）☆ | TSK Live News イット!                                                                                       | |
| 岡山県・香川県 | 岡山放送（OHK）            | FNN Live News イット!                                                                                       | |
| 広島県         | テレビ新広島（TSS）        | FNN TSS Live News イット!                                                                                   | |
| 愛媛県         | テレビ愛媛（EBC）          | EBC Live News作道泰子と学ぶ料理の基本 Tai飯（土曜日：17:55 - 18:00） Dream STRIDER（日曜日：17:55 - 18:00） | |
| 高知県         | 高知さんさんテレビ（KSS）  | FNN Live News イット!エンタメ情報（土曜日：17:55 - 18:00） ハウジングリポート（日曜日：17:55 - 18:00）      | |
| 福岡県         | テレビ西日本（TNC）        | FNN Live News イット!                                                                                       | - 独自のエンディングを17:56.45 - 17:57に放送。 |
| 佐賀県         | サガテレビ（STS）          | FNN・SAGA TV Live News イット!                                                                              | |
| 長崎県         | テレビ長崎（KTN）          | KTN Live News イット!                                                                                       | - 2020年8月9日は長崎原爆の日関連報道のため、17:15からの拡大版で放送。 |
| 熊本県         | テレビ熊本（TKU）☆         | TKU Live News                                                                                               | |
| 大分県         | テレビ大分（TOS）          | FNN TOS Live News イット!あしたのお天気（17:55 - 18:00）                                                    | - 『THE MUSIC DAY』（日テレ系）放送日はフロート番組扱い。 - 2019年10月20日・27日・11月2日はいずれも『ラグビーワールドカップ2019』中継（日本テレビ制作）をネット受けした関係上、ネット返上とした。 - 2021年8月1日・7日は日本テレビの東京オリンピック中継を同時ネットしたため、ネット返上とした。 - 2022年2月19日は15:30 - 19:00に日本テレビの北京オリンピック中継を同時ネットしたため、ネット返上とした。                                                                   |
| 宮崎県         | テレビ宮崎（UMK）          | 【土曜日】 FNN Live News イット!U-doki（17:56 - 19:00）【日曜日】 FNN Live News イット!                     | - 2021年8月1日・7日は日本テレビの東京オリンピック中継を同時ネットしたため、ネット返上とした。 |
| 鹿児島県       | 鹿児島テレビ（KTS）        | 【土曜日】 FNN Live News イット!【日曜日】 FNN Live News イット!天気予報（17:56 - 18:00）                   | |
| 沖縄県         | 沖縄テレビ（OTV）☆         | FNN Live News イット!                                                                                       | |

### 衛星放送
BSフジ / BSフジ 4K
一部の重大ニュース・報道特別番組編成時に臨時で放送。詳細は後述を参照のこと。

## 重大ニュース・特番放送時の対応
- 前述の通り、突発的な大事件・大事故や政局などでの重大な動き、重大な自然災害が発生した際には平日版の第1部・第2部[注釈 58]・第3部の18:09:30 - 19:00の一部または全編の何れか、または週末版の17:46.40 - 18:00を臨時にFNN枠として全国ネット放送する場合がある。その場合は『FNN Live News it!』→『FNNイット!』として、通常はつかない「FNN」がつく。また、上記以外のパート・時間帯以外でも直前の時間帯の番組[注釈 59]、や直後の時間帯の番組[注釈 60]を休止した上でいずれも臨時に上記番組の同時間帯に本番組をベースとした『Live News イット! 緊急特報』、または『緊急前拡大』を設ける形で放送する場合がある。
- オリンピックやサッカー・FIFAワールドカップなどのジャパンコンソーシアムが関与する国際的なスポーツイベントがある期間には、上記と同様に平日版第3部の『まるっと!』→『取材center24(18時台)』を臨時にFNN枠とした上で、特設速報コーナーを放送する。
- 日によっては、スポーツ中継（『ルヴァンカップ』）による延長で平日版第2部の開始時刻を繰り下げて放送（下記参照）されたり、毎年年末年始特番編成に入る時期には17:48からの放送、あるいは『FNS歌謡祭』シリーズ（『FNS歌謡祭』、『FNS歌謡祭 夏』、『FNS歌謡祭 秋』）の放送などで、18:30までの短縮放送となることがある。また、週末版（特に日曜日）は、ゴルフ中継などで17:45からの放送となる場合がある。
- 『FNS27時間テレビ』が放送される日の日曜は休止し、代替で『FNNニュース』を放送。単独番組ではなく『27時間テレビ』に内包され、ニュースコーナー扱いで放送される[注釈 61]。
- 毎年原則12月の年末頃から1月3日までは年末年始特番編成のため、平日版と週末版共に原則全編放送休止となる。当該期間中は本番組代替でローカルニュースを内包した15分枠の『FNNニュース』（関西テレビなど一部の系列局は別タイトルに差し替え）を編成する[注釈 62][32]。また、2022年以降の年末特番による本番組休止期間中には前述の通り『超しらべてみたら』も放送される。

### 2019年4月以降の主な特別編成の事例
前述以外の特番などによる放送の休止・内容・日時・時間変更は以下の通り。これに合わせる形で全編に亘って放送休止の場合は前述の通り、通常は日曜朝に放送の『FNNニュース』を本番組の代替として臨時で放送する。

#### 平日版（特別編成）
- 2019年4月1日：「初回拡大SP」として、フジテレビと一部ネット局[注釈 63]では15:50から前倒し拡大で放送。また、加藤と木村は新元号発表のニュースに関連して9:50 - 11:55に放送の『FNN特報 列島縦断LIVE! ようこそ新元号SP』や『バイキング』の時間帯にも出演した。
- 2019年4月29日 - 5月3日：「GW拡大SP」として、フジテレビなど一部ネット局では15:50から前倒し拡大で放送した。
- 2019年4月30日：前述の対応に加え、第125代天皇（現・上皇）退位関連報道および第125代天皇の「退位礼正殿の儀」の生中継のため、第1部を臨時に FNN枠に変更。また、18:30 - 翌0:55に『FNN報道スペシャル 平成の大晦日 令和につなぐテレビ 知られざる皇室10の物語』を放送のため、第2部を30分短縮とした（FNN枠は16:50 - 18:14）。
- 2019年5月28日：当日朝に神奈川県川崎市で起きた通り魔殺傷事件のニュースを中心に放送するため、フジテレビなど一部ネット局では15:50から緊急拡大で放送した（FNN枠は通常通り）。
- 2019年7月19日：18:40から『明治安田生命Jリーグワールドチャレンジ2019・「川崎フロンターレ×チェルシーFC（イングランド）」』中継放送のため、第2部を20分短縮（第1部・FNN枠は通常通り）。
- 2019年7月21日（日曜日）：この日、第25回参議院議員通常選挙の投開票が行われ、19:56 - 翌1:25に当番組と日曜夜の情報・ワイドショー番組『Mr.サンデー』をベースとした開票特別番組『Live選挙サンデー 令和の大問題追跡SP』を放送。23:30頃までの前半部分の司会を、当番組の加藤と『Mr.サンデー』の宮根誠司が務めた。
- 2019年10月14日：同月12日 - 13日に日本列島に接近・上陸し、関東甲信地方や東北地方に甚大な被害が出た令和元年東日本台風（台風19号）関連のニュースを中心に放送するため、15:25から前倒し拡大で放送。15:25 - 16:50の前拡大パートはFNN報道特番扱いで全国ネット放送された（FNN枠は15:25 - 18:14）。
- 2019年10月22日：天皇の「即位礼正殿の儀」に関する報道のため、11:55 - 16:50に当番組と『バイキング』、『直撃LIVE グッディ!』の3番組合同による特番『バイキング×グッディ!×FNN Live News 即位の礼SP』を放送。15:50 - 16:50に当番組のフォーマットが踏襲され、実質この日は当番組が15:50から前倒し拡大で放送されたも同然の形となった。また、加藤は『バイキング』のフォーマットが踏襲された12 - 13時台にも随時出演した。なお、この日の通常放送では当初、18:30 - 20:54に『陛下と雅子さま 知られざる笑顔の物語』を放送のため第2部を30分短縮とする予定だったが、同番組がこの日の夕方に行われる予定だった天皇・皇后の「祝賀御列の儀」が前述の台風災害の影響で11月10日に延期されたことを受け放送中止となったため、急遽、通常通り19:00までの放送となった[注釈 64]。
- 2019年10月25日：当日、千葉県を中心とした関東地方南部で起きた記録的大雨の最新情報を伝えるため、フジテレビに限り、15:50から緊急拡大で放送された（FNN枠は通常通り）。
- 2019年12月4日：18:30 - 23:28に『2019 FNS歌謡祭』第1夜を放送のため、第2部を30分短縮（第1部・FNN枠は通常通り）。
- 2019年12月11日：16:15 - 18:15に『東アジアE-1サッカー選手権2019　女子「日本×チャイニーズタイペイ」』中継（15:50 - 16:15に「まもなくキックオフ」も別途放送）を放送のため、第1部を休止。第2部のみ22分繰り下げ・短縮の上放送したが、この日はFNN枠とローカル枠が反転する形となり、18:45まで関東ローカル、18:45からFNN枠という形態で放送された。
- 2020年1月24日：18:40 - 19:00に『東京オリンピックまで半年!民放同時放送 一緒にやろう2020大発表スペシャル』を放送のため、第2部を20分短縮（第1部・ FNN枠は通常通り）。
- 2020年3月9日 - 2020年4月1日：新型コロナウイルス感染拡大関連報道のため、16:25からの拡大版で放送（一部ネット局は16:50もしくは17:12で一旦飛び降り、17:53から飛び乗り）。16:25 - 16:50の拡大パートでは、新型コロナウイルス関連のニュースを子供たちにも分かりやすいように報道し、子供タレントや子供たちに人気のキャラクターも日替わりで登場した。ただし、3月11日は15:50 - 16:50に同日で東日本大震災の発生から9年を迎えることに合わせた特別番組『わ・す・れ・な・い 死者をゼロにする情報とは』を関東など一部地域で放送のため、拡大パートの放送は無かったほか、同月20日も特番編成のため拡大パートの放送は無い予定だったが、15:50から拡大パートを放送した。
- 2020年4月7日：新型コロナウイルスに関する緊急事態宣言発令に伴い19:00 - 21:00に『FNN特報 首相が緊急事態宣言を発令～私たちの暮らしどう変わる?～』を放送。加藤も当番組に引き続き同特番に出演。
- 2020年4月20日 - 2020年6月12日：新型コロナウイルス関連ニュースを放送のため、フジテレビなど一部ネット局では、『メディアミックスα』を休止し、放送時間を15:50 - 19:00に拡大して放送。
- 2020年5月4日：内閣総理大臣（当時）の安倍晋三の記者会見のため第2部の FNN枠の時間を17:48 - 18:50（但し、EPGは17:53 - になっていた）に拡大して放送。
- 2020年5月14日：安倍の記者会見のため、第2部のFNN枠の時間を17:48 - 18:50に拡大して放送。
- 2020年8月26日：18:30 - 23:03に『2020 FNS歌謡祭 夏』を放送のため、第2部を30分短縮（第1部・ FNN枠は通常通り）。
- 2020年8月28日：この日、安倍が辞任の意向を固めたことに伴い、15:50 - 16:50に『FNN特報　安倍首相辞任の意向を固める。会見で何を語るか?』を放送し、当番組の第1部も全国ネットに変更して放送（FNN枠は15:50 - 18:14）。第1部はBSフジ及びBSフジ 4Kでも17:00 - 18:14部分を急遽報道特番扱いで臨時ネット（サイマルネット）した[注釈 65]。
- 2020年9月16日：この日、菅義偉内閣が発足したことに伴い、15:50 - 16:50に『Live News it!緊急特報 菅内閣誕生 暮らしは?解散は?』を一部地域で放送（FNN枠は通常通り）。
- 2020年12月2日：18:30 - 23:28に『2020 FNS歌謡祭』第1夜を放送のため、第3部を18:30まで短縮（第1部・第2部・FNN枠は通常通り）。
- 2020年12月9日：18:30 - 22:48に『2020 FNS歌謡祭』第2夜を放送のため、第3部を18:30まで短縮（第1部・第2部・FNN枠は通常通り）。
- 2021年2月12日：この日、東京オリンピック・パラリンピック競技大会組織委員会の森喜朗会長が辞任した事を受け、14:45 - 15:45に『Live News イット!緊急特報　森会長辞任表明何語る?』を一部地域で放送（第1部・第2部・FNN枠・第3部は通常通り）。
- 2021年3月11日：15:15 - 16:50に東日本大震災の発生から10年を迎えることに合わせた特別番組『わ・す・れ・な・い 未来へ…10年間の総検証』を関東など一部地域で放送[注釈 66]のため、第1部を休止のうえ、16:50開始（FNN枠は16:50 - 18:09）。
- 2021年4月8日：16:00 - 18:25に『サッカー日本女子代表 国際親善試合 なでしこジャパン×パラグアイ』を放送のため、15:45 - 16:00と18:25 - 19:00の二回に分けて放送（15:45 - 16:00は関東など一部地域で放送[注釈 67]。第2部は休止。FNN枠は18:25 - 18:45）。
- 2021年6月10日：14:45 - 17:15に『国際親善試合 なでしこジャパン×ウクライナ』中継を放送のため、第1部を休止のうえ17:15開始（第2部は25分縮小。FNN枠・第3部は通常通り。）。
- 2021年7月14日：18:30 - 22:48に『2021 FNS歌謡祭 夏』を放送のため、第3部を30分短縮（第1部・第2部・FNN枠は通常通り）。
- 2021年7月26日：『2020年東京オリンピック』（9:00 - 23:00）の中継を放送するため、全編休止。
- 2021年7月27日 - 8月5日：『2020東京オリンピック』ハイライトコーナー「リンナビ!」の放送のため、第3部の18:45 - 18:55をFNN枠に変更[注釈 68]。
- 2021年7月30日：『2020東京オリンピック』（18:00 - 20:54）の中継を放送するため、第3部を60分短縮（第1部・第2部は通常通り）。FNN枠は17:48 - 18:00までの12分間。
- 2021年8月2日・3日：『2020東京オリンピック』（2日は8:00 - 23:00、3日は9:00 - 23:00）の中継を放送するため、全編休止。オリンピック中継の中で代替の『FNNニュース』を放送した。
- 2021年8月6日：『2020東京オリンピック』（12:50 - 14:50）の中継を放送するため、フジテレビと一部地域は55分前倒しの14:50開始となった（第1部を14:50 - 16:50に変更・第2部は通常通り）[注釈 69]。
- 2021年9月17日：この日告示された2021年自民党総裁選の立候補者4人が全員出演することに伴い、16:50から17:30までをFNN枠に変更（一部の局では17:34まで放送）。平常時のFNN枠（17:48 - 18:09）は通常通り放送された。
- 2021年9月29日：この日行われた2021年自民党総裁選の結果を速報するため、14:45から「FNN Live News 自民党総裁選」をフジテレビ系全国ネットで放送。15:45からは16:50までを引き続きFNN枠として「Live News イット!」を放送した。
- 2021年10月31日（日曜日）：この日、第49回衆議院議員総選挙の投開票が行われ、19:58 - 翌1:55に当番組と日曜夜の情報・ワイドショー番組『Mr.サンデー』をベースとした開票特別番組『Live選挙サンデー』を放送（テレビ大分・テレビ宮崎は日本テレビの『zero選挙2021』をネットしたため非ネット）[54]。23:50頃までの前半部分の司会を、当番組の加藤と『Mr.サンデー』の宮根誠司が務めた。ただし、関西テレビなど極少数ではあるが前半部分がローカルの選挙特番に差し替えられた系列局もあった[注釈 70]。
- 2021年11月24日：18:00 - 20:59に『プロ野球日本シリーズ2021 ヤクルト対オリックス』の第4戦の中継を放送したため、第3部を60分短縮（第1部・第2部は通常通り）。FNN枠は16:50 - 17:12.30までの22分30秒間だったが、一部地域では最大17:48頃まで東京発の内容を放送した。
- 2021年11月25日：18:00 - 21:29に『プロ野球日本シリーズ2021 ヤクルト対オリックス』の第5戦の中継を放送したため、第3部を60分短縮（第1部・第2部は通常通り）。FNN枠は16:50 - 17:12.30までの22分30秒間だったが、一部地域では最大17:48頃まで東京発の内容を放送した。
- 2021年12月1日：18:30 - 23:28に『2021 FNS歌謡祭』第1夜を放送のため、第3部を30分短縮（第1部・第2部・FNN枠は通常通り）。
- 2021年12月8日：18:30 - 23:03に『2021 FNS歌謡祭』第2夜を放送のため、第3部を30分短縮（第1部・第2部・FNN枠は通常通り）。
- 2021年12月29日：14:45 - 16:00に『東京大賞典2021』、18:30 - 23:03に『千鳥の鬼レンチャン サビだけカラオケ＆新企画！4時間半スペシャル』をそれぞれ放送（前者は関東ローカル）のため、第1部を15分繰り下げ・短縮、第3部を30分短縮（第2部・FNN枠は通常通り）。
- 2022年2月7日 - 17日（後述の日を除く）：『2022北京オリンピック』ハイライトコーナー「リンナビ!」放送のため、第3部の18:45 - 18:55をFNN枠に変更[注釈 68]。
- 2022年2月15日：『2022年北京オリンピック』（15:00 - 21:00）の中継を放送のため、全編休止。オリンピック中継の中で代替の『FNNニュース』を放送した。
- 2022年2月18日：『2022年北京オリンピック』（17:00 - 19:00）の中継を放送するため、第2部を48分短縮し、第3部は休止（第1部は通常通り）。この日は全編ローカルセールス枠扱いとなり、一部地域では非ネットとなった。
- 2022年6月2日：18:30 - 20:54に『キリンチャレンジカップ2022 日本×パラグアイ』中継を放送のため、第3部を30分短縮（第1部・第2部・FNN枠は通常通り）。
- 2022年7月8日：当日発生した安倍晋三銃撃事件のニュースを中心に放送するため、フジテレビなど一部ネット局では14:45から緊急拡大で放送。通常の『イット!』時間帯（15:45 - 19:00）は全編FNN枠として放送された[55]。その他のニュース、天気は17時40分過ぎに5分程度で簡単に伝えた。なお本来天気予報コーナーに出演するガチャピンは休演した。また、19時以降の番組についても急遽休止の上、同番組をベースにした報道特別番組『FNN緊急特報』を放送（19:00 - 翌0:10）[注釈 71][注釈 72][56][57]。そして本来『Live News α』の時間である0:10 - 0:55にも本番組のフォーマットで報道特別番組を放送した[注釈 73]。この際、通常左上に表示される「イット!」のロゴ等は表示されなかったもののテロップやスタジオは『イット!』から継続された。このため、同日は実質的に14:45 - 翌0:55の10時間以上にわたって放送された形となった[57]。また、BSフジでも一部時間帯で臨時ネット（サイマルネット）した。
- 2022年7月10日（日曜日）：この日、第26回参議院議員通常選挙の投開票が行われ、19:58 - 翌1:55に開票特別番組『Live選挙サンデー』を放送（テレビ大分・テレビ宮崎は日本テレビの『zero選挙2022』をネットするため非ネット）[58]。23:50頃までの前半部分に当番組から榎並が開票速報キャスターとして参加した（前半部分の司会は宮根と現在『FNN Live News days』月曜・火曜キャスターで2022年10月から当番組平日版の2代目メインキャスターに就任の宮司愛海（フジテレビアナウンサー）が担当）。
- 2022年7月12日：安倍の告別式のため『Live News イット!前拡大 安倍元首相 最後のお別れ』をフジテレビなど一部ネット局で14:45から放送した（第1部・第2部・FNN枠は通常通り）。
- 2022年7月13日：18:30 - 21:54に『2022 FNS歌謡祭 夏』を放送のため、第3部を30分短縮（第1部・第2部、FNN枠は通常通り）。
- 2022年7月19日：15:45 - 18:00に『東アジアE-1サッカー選手権2022 女子 日本×韓国【なでしこ連覇に挑む】』を放送のため、第1部・第2部を休止、第3部を12分短縮（FNN枠は18:00 - 18:21）。
- 2022年10月6日：15:45 - 18:30に『国際親善試合 なでしこジャパン×ナイジェリア』中継を放送のため、第1部・第2部を休止、第3部を42分短縮（FNN枠は18:30 - 18:48）。
- 2022年10月10日：13:00 - 15:25に『富士通Japanスポーツスペシャル出雲全日本大学選抜駅伝競走』中継を放送のため、フジテレビなど一部ネット局で15:25から放送した（第2部・FNN枠・第3部は通常通り）。
- 2022年10月25日：18:30 - 22:09に『プロ野球日本シリーズ2022 オリックス対ヤクルト』第3戦の中継を放送するため、第3部を30分短縮（第1部・第2部・FNN枠は通常通り）。
- 2022年10月27日：18:30 - 22:24に『プロ野球日本シリーズ2022 オリックス対ヤクルト』第5戦の中継を放送するため、第3部を30分短縮（第1部・第2部・FNN枠は通常通り）。
- 2022年11月14日 - 12月16日：『FIFAワールドカップ カタール2022』のハイライトコーナーの放送のため、第3部の18:45 - 18:55をFNN枠に変更。
- 2022年11月23日：18:00 - 21:10に『FIFAワールドカップ カタール2022』中継を放送するため、第3部を60分短縮（第1部は通常通り）。
- 2022年11月28日：18:00 - 21:10に『FIFAワールドカップ カタール2022 カメルーン対セルビア』中継を放送するため、第3部を60分短縮（第1部は通常通り）。
- 2022年12月7日：18:30 - 23:28に『2022 FNS歌謡祭』第1夜を放送のため、第3部を30分短縮（第1部・第2部・FNN枠は通常通りだがW杯コーナーは5分短縮）。
- 2022年12月14日：18:30 - 23:03に『2022 FNS歌謡祭』第2夜を放送のため、第3部を30分短縮（第1部・第2部・FNN枠は通常通りだがW杯コーナーは5分短縮）。
- 2022年12月26日：15:45 - 17:43に『メダリスト・オン・アイス2022』を、17:43 - 17:48に『ボカーン！ガイド』をそれぞれ放送のため（両番組共に、一部の地域のみの放送）、第1部・第2部を休止して17:48から開始（FNN枠・第3部は通常通り）[59]。
- 2023年3月22日・23日：18:30 - 20:54に『世界フィギュアスケート選手権2023』を放送のため、第3部を30分短縮（第1部・第2部・FNN枠は通常通り）。
- 2023年3月24日：18:30 - 21:52に『世界フィギュアスケート選手権2023』を放送のため、第3部を30分短縮（第1部・第2部・FNN枠は通常通り）。
- 2023年5月5日：14:42頃に石川県能登地方を震源とする震度6強の地震が発生し地震情報に切り替え、そのまま本番組へと切り替えた[60]（18:09までFNN枠、18時台の提供クレジットは17:35ごろに繰り上げ）。
- 2023年6月15日：18:50 - 21:09に『キリンチャレンジカップ2023 日本vsエルサルバドル』を放送のため、第3部を10分短縮（第1部・第2部・FNN枠は通常通り）。
- 2023年7月12日：18:30 - 21:54に『2023 FNS歌謡祭 夏』を放送のため、第3部を30分短縮（第1部・第2部・FNN枠は通常通り）。
- 2023年9月7日：『イット!緊急前拡大 性加害問題でジャニーズ会見』をフジテレビなど一部のネット局で13:50から放送した[61]（第2部をFNN枠に変更・16:50 - 18:09）。
- 2023年10月2日：『イット!緊急前拡大 新社名は?ジャニーズ事務所会見』をフジテレビなど一部のネット局で13:50から放送した[62][63]（第2部をFNN枠に変更・16:50 - 18:09）。
- 2023年10月9日：13:00 - 15:25に『富士通Japanスポーツスペシャル出雲全日本大学選抜駅伝競走』中継を放送のため、フジテレビなど一部ネット局で15:25から放送された（第2部・FNN枠・第3部は通常通り）。
- 2023年10月17日：18:50 - 21:14に『キリンチャレンジカップ2023 日本vsチュニジア』を放送のため、第3部を10分短縮（第1部・第2部・FNN枠は通常通り）。
- 2023年10月18日：『イット!前拡大 芸術分野のノーベル賞 世界文化賞まもなく授賞式』を関東ローカルで14:48から放送した（第2部・FNN枠・第3部は通常通り）。
- 2023年12月6日：18:30 - 23:28に『2023 FNS歌謡祭』第1夜を放送のため、第3部を30分短縮（第1部・第2部・FNN枠は通常通り）。
- 2023年12月13日：18:30 - 23:03に『2023 FNS歌謡祭』第2夜を放送のため、第3部を30分短縮（第1部・第2部・FNN枠は通常通り）。
- 2023年12月25日：15:45 - 17:43に『メダリスト・オン・アイス2023』を、17:43 - 17:48に『今夜は堂本兄弟SP』をそれぞれ放送のため（両番組共に、一部の地域のみの放送）、第1部・第2部を休止して17:48から開始（FNN枠・第3部は通常通り）。
- 2024年1月8日：13:50 - 16:50に『ジャパネット杯 第76回春の全国高校バレー・男子決勝&女子決勝』中継を放送のため、第1部を休止して16:50から開始（第2部・FNN枠・第3部は通常通り）。
- 2024年3月14日：『イット!前拡大』を関東ローカルで15:15から放送した（第2部・FNN枠・第3部は通常通り）。
- 2024年3月28日：『イット!前拡大』を関東ローカルで15:25から放送した（第2部・FNN枠・第3部は通常通り）。
- 2024年4月29日 - 5月3日：18:50 - 19:00に『サザエさん』傑作選を放送のため、第3部を10分短縮[64]（第1部・第2部・FNN枠は通常通り）。
- 2024年5月8日：『イット!前拡大』を関東ローカルで15:25から放送した（第2部・FNN枠・第3部は通常通り）。
- 2024年5月29日：18:30 - 21:54に『FNS鬼レンチャン歌謡祭』を放送のため、第3部を30分短縮（第1部・第2部・FNN枠は通常通り）。
- 2024年6月4日：『イット!前拡大』を関東ローカルで15:25から放送した（第2部・FNN枠・第3部は通常通り）。
- 2024年6月11日：18:50 - 21:09に『FIFAワールドカップ2026アジア2次予選 日本×シリア』を放送のため、第3部を10分短縮（第1部・第2部・FNN枠は通常通り）。
- 2024年7月3日：18:30 - 21:54に『2024 FNS歌謡祭 夏』放送のため、第3部を30分短縮（第1部・第2部・FNN枠は通常通り）。
- 2024年7月4日：18:45 - 20:54に『バスケットボール日本女子代表 国際強化試合 日本vsニュージーランド』を放送のため、第3部を15分短縮（第1部・第2部・FNN枠は通常通り）
- 2024年7月8日：『イット!前拡大』を関東ローカルで15:25から放送した（第2部・FNN枠・第3部は通常通り）。
- 2024年7月9日：『イット!前拡大』を関東ローカルで15:15から放送した（第2部・FNN枠・第3部は通常通り）。
- 2024年7月29日 - 8月9日：『2024年パリオリンピック』ハイライトコーナー「レミたん五輪とっておき情報」の放送のため、第3部の18:46 - 18:56をFNN枠に変更[注釈 74]。
- 2024年8月1日：『2024パリオリンピック』（15:00 - 20:00）の中継を放送するため、『イット!短縮版』として14:50 - 15:00に放送された[65]。
- 2024年8月2日：『2024パリオリンピック』（17:45 - 19:52）の中継を放送するため、75分短縮（第1部は通常通り・第2部は3分短縮）。
- 2024年8月16日：『イット!緊急前拡大 台風7号関東急接近』を関東ローカルで14:48から放送した（第2部・FNN枠・第3部は通常通り）[66]。
- 2024年9月16日：『イット!前拡大』を関東ローカルで15:25から放送した（第2部・FNN枠・第3部は通常通り）。
- 2024年9月27日：2024年自由民主党総裁選挙に伴い、本番組ベースとした『FNN緊急特報 自民党新総裁決定』を14:48 - 15:45に放送[67]。
- 2024年10月11日：18:50 - 20:54に『大同生命SVリーグ男子開幕戦サントリーサンバーズ大阪vs大阪ブルテオン』を放送のため、第3部を10分短縮（第1部・第2部・FNN枠は通常通り）。
- 2024年10月14日：13:00 - 15:25に『富士通Japanスポーツスペシャル出雲全日本大学選抜駅伝競走』中継を放送のため、フジテレビなど一部ネット局で15:25から放送された（第2部・FNN枠・第3部は通常通り）。
- 2024年10月29日：『MLBワールドシリーズ頂上決戦 ドジャース vs ヤンキース』並びに『日本シリーズ第3戦 ソフトバンク vs DeNA』放送のため、第3部を休止[68]。
- 2024年11月6日：2024年アメリカ合衆国大統領選挙に伴い、『米大統領選SP』を14:45 - 15:45に放送[69]。
- 2024年11月25日 - 11月29日：18:50 - 19:00に『サザエさん』傑作選を放送のため、第3部を10分短縮[70]（第1部・第2部・FNN枠は通常通り）。
- 2024年12月4日：18:30 - 23:28に『2024 FNS歌謡祭』第1夜を放送のため、第3部を30分短縮（第1部・第2部・FNN枠は通常通り）。
- 2024年12月11日：18:30 - 21:54に『2024 FNS歌謡祭』第2夜を放送のため、第3部を30分短縮（第1部・第2部・FNN枠は通常通り）。
- 2024年12月23日：15:45 - 17:43に『メダリスト・オン・アイス2024』を、17:43 - 17:48に『まもなくジャンクSPORTS2024年の顔が続々!スポーツ総決算SP』をそれぞれ放送のため（前者は一部の地域を除き放送、後者は一部の地域のみの放送）、第1部・第2部を休止して17:48から開始（FNN枠・第3部は通常通り）。
- 2024年12月27日：18:30 - 22:52に『昭和99年スペシャル ザ!昭和の99大ニュース 池上×加藤の決定的映像連発SP～昭和・平成・令和 時代の目撃者たち～』を放送のため、第3部を30分短縮（第1部・第2部・FNN枠は通常通りだったが、18:27まで関東ローカル部分を臨時ネットし続けた）。
- 2025年2月24日：18:11（一部の地域は19:00飛び乗り） - 21:00に『国民が選ぶ!志村けんの爆笑ベストコント30』を放送のため、第3部を49分短縮（第1部・第2部・FNN枠は通常通り）。
- 2025年7月2日：18:30 - 22:48に『2025 FNS歌謡祭 夏』放送のため、第3部を30分短縮（第1部・第2部・FNN枠は通常通り）。
- 2025年8月8日：18:30 - 21:58に『ザ!戦後80年の映像遺産SP 池上彰×加藤浩次の運命の転換点』を放送のため、第3部を30分短縮（第1部・第2部・FNN枠は通常通り）。
- 2025年8月11日：18:30（一部の地域は19:00飛び乗り） - 21:00に『爆笑レッドカーペット真夏の最新ショートネタ60連発!大復活SP』を放送のため、第3部を30分短縮（第1部・第2部・FNN枠は通常通り）。

#### 週末版（特別編成）
- 2019年5月12日：16:05 - 17:35に『ダイヤモンドカップゴルフ2019・最終日』中継（関西テレビ制作）を放送のため、15分繰り下げ・短縮（17:45 - 18:00）。
- 2019年10月6日：16:05 - 17:35に『トップ杯東海クラシックゴルフ2019・最終日』中継（東海テレビ制作）を放送のため、15分繰り下げ・短縮（17:45 - 18:00）。
- 2019年10月12日：この日、日本列島に接近していた台風19号（令和元年東日本台風）の情報を伝えるため、15:30 - 17:30に『報道特報「台風19号 関東上陸の恐れ」』をフジテレビなど一部ネット局で放送し、竹内・奥寺がキャスターを務めた。2人は特番終了後、そのまま当番組にも続けて出演した。なお、この日放送したRIZIN.19（FNS系列で同時ネット・19:00 - 20:54）を途中打ち切りとして、当番組のスタジオから前述の台風災害の続報を伝えた。キャスターは内田と奥寺が務めた（全編がFNN枠）。
- 2019年10月13日：前述の台風災害の続報を伝えるため、12:00 - 14:00に『FNN報道特報 台風19号 各地で浸水被害』を当番組のスタジオから全国ネットで放送し、奥寺と永尾亜子（フジテレビアナウンサー）がキャスターを務めた（全編がFNN枠）。
- 2019年11月2・3日：前日18:30 - 当日21:54に『FNS27時間テレビ にほんのスポーツは強いっ!』を放送のため休止。同番組内で代替の『FNNニュース』を放送した。なお、S-PARKに内包して放送されているニュースの代替として、当番組のスタジオから放送する予定だったFNNニュースで、スタジオセットにアナウンサーがいないトラブルがあった。
- 2020年1月12日：16:00 - 17:40に『ジャパネット杯 第72回春の全国高校バレー・女子決勝』中継を放送のため、15分繰り下げ・短縮（17:45 - 18:00）。
- 2020年2月29日：新型コロナウイルス感染拡大を受けた安倍による記者会見の模様を生中継するため、18:00 - 18:30に『FNN新型コロナ緊急特報 安倍首相"国民へ呼びかけ"』を全国ネットで放送[50]。当番組から引き続き、竹内・奥寺がキャスターを務めた[注釈 75]。なお、スポンサーとの契約の関係上、本来『ミュージックフェア』で消化されるCMはパーティシペーション（PT）として放送した（同番組の非ネット局ではACジャパンに差し替え）（FNN枠は17:30 - 17:46.40・18:00 - 18:30）。なお、前述のCM差し替えについては
- 2020年5月10日：16:05 - 17:35に『ダイヤモンドカップゴルフ・特別編』（関西テレビ制作）を放送のため、15分繰り下げ・短縮（17:45 - 18:00）。
- 2020年10月4日：16:05 - 17:35に『バンテリン東海クラシック特別編 最強世代は俺たちだ』（東海テレビ製作）を放送のため、15分繰り下げ・短縮（17:45 - 18:00）。
- 2021年1月10日：16:00 - 17:40に『ジャパネット杯 第73回春の全国高校バレー・女子決勝』中継を放送のため、15分繰り下げ・短縮（17:45 - 18:00）。
- 2021年5月16日：16:05 - 17:35に『ダイヤモンドカップゴルフ2021・最終日』中継（関西テレビ制作）を放送のため、15分繰り下げ・短縮（17:45 - 18:00）。
- 2021年7月3日：この日、静岡県熱海市を襲った土石流災害の情報を伝えるため、16:25 - 17:30に『Live News イット!緊急前拡大熱海で土石流、多数不明』をフジテレビ・北海道文化放送・テレビ静岡の3局で放送し、榎並と内田がキャスターを務めた。
- 2021年9月4日：16:00 - 17:55に『東京パラリンピック 車いすバスケットボール男子5 - 6位決定戦「トルコ×オーストラリア」』中継を放送のため休止。17:55 - 18:00に代替の『FNNニュース』を放送した。
- 2021年10月3日：16:05 - 17:35に『バンテリン東海クラシック2021・最終日』中継（東海テレビ製作）を放送のため、15分繰り下げ・短縮（17:45 - 18:00）。
- 2022年1月9日：16:00 - 17:40に『ジャパネット杯 第74回春の全国高校バレー・女子決勝』中継を放送のため、15分繰り下げ・短縮（17:45 - 18:00）。
- 2022年5月15日：16:05 - 17:35に『ダイヤモンドカップゴルフ2022・最終日』中継（関西テレビ制作）を放送のため、15分繰り下げ・短縮（17:45 - 18:00）[71][72]。
- 2022年7月9日：前日発生した安倍晋三銃撃事件の続報を伝えるため、16:30 - 18:00に『Live News イット! 緊急前拡大 安倍元首相 銃撃で死亡』をフジテレビ・関西テレビ・岡山放送の3局はフルネットで放送し、榎並と内田がキャスターを務めた。17:30以降のFNN枠は『（各局の番組タイトル）緊急特報 安倍元首相 銃撃で死亡』としての放送となった[73][74][75]。
- 2022年7月23日：15:00 - 17:35に『東アジアE-1サッカー選手権2022 女子 日本×チャイニーズタイペイ』の放送のため、5分繰り下げ・短縮（17:35 - 18:00）。
- 2022年10月2日：16:05 - 17:35に『バンテリン東海クラシック2022・最終日』中継（東海テレビ製作）を放送のため、15分繰り下げ・短縮（17:45 - 18:00）。
- 2023年1月8日：16:00 - 17:40に『ジャパネット杯 第75回春の全国高校バレー・女子決勝』中継を放送のため、15分繰り下げ・短縮（17:45 - 18:00）。
- 2023年5月21日：第49回先進国首脳会議（G7広島サミット）関連の内容を伝えるため、17:30 - 18:30に『FNN Live Newsイット!拡大 ゼレンスキー大統領 平和公園へ』として、30分延長（全編がFNN枠）[注釈 76][注釈 77][76]。
- 2023年10月1日：16:05 - 17:35に『バンテリン東海クラシック2023・最終日』中継（東海テレビ製作）を放送のため、15分繰り下げ・短縮（17:45 - 18:00）。
- 2023年10月8日：16:05 - 17:35に『ACNチャンピオンシップゴルフトーナメント2023・最終日』中継（関西テレビ製作）を放送のため、15分繰り下げ・短縮（17:45 - 18:00）。
- 2024年7月13日：15:00 - 17:25に『サッカー女子・MS＆ADカップ2024「なでしこジャパン×ガーナ」』中継による編成上の都合により、5分前拡大（17:25[注釈 78] - 18:00）。
- 2024年9月29日：16:05 - 17:35に『バンテリン東海クラシック2024・最終日』中継（東海テレビ製作）を放送のため、15分繰り下げ・短縮（17:45 - 18:00）。
- 2024年10月6日：16:05 - 17:35に『ACNチャンピオンシップゴルフトーナメント2024・最終日』中継（関西テレビ製作）を放送のため、15分繰り下げ・短縮（17:45 - 18:00）。
- 2025年1月12日：16:00 - 17:40に『ジャパネット杯 第77回春の全国高校バレー・男子決勝』中継を放送のため、15分繰り下げ・短縮（17:45 - 18:00）。

#### 中居正広・フジテレビ問題
- 中居正広と本番組制作局のフジテレビ、および親会社のフジ・メディア・ホールディングスによる問題により放送を休止・時間変更した事例は以下の通り。
  - 2025年1月26日 - ：中居による女性トラブルに関して、フジテレビの社員が関与していたという疑惑が報じられたことを受けて、『くいしん坊!万才』の一社提供スポンサーであるキッコーマンが同番組の放映を取りやめるように要請したことから、関東地方のみ、『Live News イット!前拡大』として、5分間拡大（17:25 - 18:00）して放送[77][78][79]（FNN枠は通常通り）。
    - ただし時期によっては、『イット!前拡大』以外の番組を放送する事もあり、特に5月11日以降は全て『イット』以外の番組を放送している。次の通り。

| 放送年月日    | タイトル                                                             | 備考        |
| ------------- | -------------------------------------------------------------------- | ----------- |
| 2025年4月13日 | FOD INFO                                                             | [ 注釈 79 ] |
| 2025年5月11日 | 人事の人見 みどころ                                                  | [ 注釈 80 ] |
| 2025年5月18日 | 明日よる11時は世界で一番怖い答え                                     | [ 注釈 81 ] |
| 2025年5月25日 | 密着!15人大家族うるしやま家 見どころSP                               | [ 注釈 82 ] |
| 2025年6月1日  | 密着!15人大家族うるしやま家 見どころSP                               | [ 注釈 82 ] |
| 2025年6月8日  | 密着!15人大家族うるしやま家 見どころSP                               | [ 注釈 82 ] |
| 2025年6月15日 | 密着!15人大家族うるしやま家 見どころSP                               | [ 注釈 82 ] |
| 2025年6月22日 | あす夜11時からは!頂上決戦!人類VS最強AI                               | [ 注釈 83 ] |
| 2025年6月29日 | あす夜11時からは!頂上決戦!人類VS最強AI                               | [ 注釈 83 ] |
| 2025年7月6日  | あす夜は27FILMS                                                      | [ 注釈 84 ] |
| 2025年7月13日 | 明日よる11時15分!ニッポン代表応援TV                                  | [ 注釈 85 ] |
| 2025年7月20日 | 『明日はもっと、いい日になる』みどころ                               | [ 注釈 86 ] |
| 2025年7月27日 | 世界で一番怖い答え みどころ                                          | [ 注釈 87 ] |
| 2025年8月3日  | 世界で一番怖い答え みどころ                                          | [ 注釈 87 ] |
| 2025年8月10日 | 明日よる6時30分 爆笑レッドカーペット 大復活!出演者たち大興奮の舞台裏 | [ 注釈 88 ] |

- 2025年1月27日：中居による女性トラブルに関して、フジテレビの社員が関与していたという疑惑が報じられたことを受けて、当番組の放送時間内にフジテレビが2回目の記者会見を開催するため、第1部・第2部をFNN枠に変更したほか、通常時は関東ローカル枠である第3部の18:09以降も、一部の系列局で臨時ネットされた。また19時以降の番組についても急遽休止・延期して、本番組のフォーマットの報道特別番組『緊急特報フジテレビ経営陣会見』を放送し、青井と宮司も引き続き出演した。フジテレビでは、午前2時24分に会見が終了するまで中継を続けた。また、この日は19時以降の報道特番も本番組の拡大版と解釈した場合、15:45 - 翌2:41頃の約11時間にわたって放送された格好となり、事実上、2019年の本番組開始以来史上最長の放送時間となった。また、フジテレビは当番組において、CMを挿入せずに放送した（系列局ではCMを途中で放送した）。
- 2025年3月25日：番組内で『今、フジテレビをどう思いますか? 〜反省と再生の現在地〜』と題した検証コーナーを設けたため、第1部を57分前倒しして14:48から放送した他、一部の系列局が第1部の拡大部分を臨時ネットした（FNN枠は通常通り）。
- 2025年3月31日：中居による女性トラブルに関して、フジテレビの社員が関与していたという疑惑が報じられたことを受けて設けられた第三者委員会の調査報告書が提出されたことに伴う第三者委員会による記者会見、並びにフジテレビ社長の清水賢治による記者会見を放送するため、本番組の放送時間を15:45 - 16:50までに短縮した上で、16:50 - 21:00に当番組のフォーマットの報道特別番組『FNN緊急特報 第三者委員会が調査報告 フジテレビ会見』を放送し、青井と宮司も引き続き出演した。また、フジテレビは当番組において、CMを挿入せずに放送した（系列局ではCMを途中で放送した）。

## 備考
加藤は2022年4月6日まで水曜日21時台の『ホンマでっか!?TV』と兼任で本番組を担当していたが、帯番組である本番組に専念するために同番組を降板。なお、本番組と同番組を兼任していた時期は同番組側の方針により、加藤は同番組が休止される週は本番組を休演する形を採っていた。

## スタッフ
- ナレーター：平日版・ふじたたまこ、山本健太郎、渡辺みゆ　週末版・杉原千尋（土曜日）
- 総合演出：羽山寛（フジテレビ）
- チーフプロデューサー：渡邊貴（フジテレビ）
- 制作：フジテレビニュース総局報道局（旧：フジテレビ報道局）
- 制作著作：フジテレビ

### 過去のスタッフ
- ゼネラルプロデューサー・編集長：織田雅彦（フジテレビ）
- 総合演出：木村祐太（フジテレビ）
- チーフプロデューサー：上田平吉弘、高田圭太（フジテレビ）
- ナレーター：永尾亜子

## 不祥事・問題となった放送内容
- 2019年8月4日の週末版にて、京都アニメーション放火殺人事件の犠牲者の一人・武本康弘の友人のインタビューを放送していた際、友人の「あんな天才はいない」発言を引用したが、手書きメモの読み違いにより、項目テロップで「あんなアホはいない」と誤表記された。フジテレビは同日の番組内（ローカル枠）と夜に放送した『S-PARK』内のニュースコーナー（全国ネット）、それに翌日の平日版全国ニュース枠内で訂正し、謝罪した[85][86][87]。
- 2024年11月27日の放送において、同月17日に投開票された兵庫県知事選で再選された斎藤元彦及び斉藤の支援者である西宮市のPR会社代表に関する公職選挙法違反疑惑の報道において、当該会社代表の自宅に押し掛けてインターホンを鳴らす突撃取材の様子を公開した。本件に対してネット上では「権力の乱用ではないか」「（同年5月の新居前での中継で物議をかもした）大谷翔平の件から反省がない」「プライバシー保護が考えられていない」といった旨の批判が相次いでいる[88]。同月29日、フジテレビの定例会見で前記の批判について報道担当専務の小林毅は「取材を尽くすというのは、一つの我々のやり方、長年やってきた方法でございますので、そのことがいいか悪いかという判断について、いろいろなご意見が出ているということは、受け止めていくしかないと思います」とコメントしたが、それに対し同局関係者は（『女性自身』編集部の取材に）「“やらかし”も多いため、最近の『イット！』は“左遷先”というイメージがついてしまっているのです。伝統的にフジテレビでは、『バラエティ制作局』や『ドラマ制作局』が花形とされていました。ただ、そこに配属された社員でも、成果を出せなかったり、ミスが多かったりすると他局に異動になります。実際、そういった部署での“脅し文句”に『お前、やる気がないなら（報道局の）「イット！」にとばすぞ』というものまであるのです」と語っている[89]。